# SC Freiburg
Der Sport-Club Freiburg e. V. (kurz SC Freiburg, SCF oder SC) ist ein 1904 gegründeter Fußballverein aus Freiburg im Breisgau und gehört dem Südbadischen Fußball-Verband an. Die Herrenmannschaft des SC Freiburg spielt seit der Saison 2016/17 wieder in der Bundesliga. In der Ewigen Bundesligatabelle belegt der Verein den 18. Platz. Die Frauenmannschaft spielt seit dem Jahr 2011 ebenfalls wieder erstklassig in der Frauen-Bundesliga.
Die Vereinsfarben sind weiß-rot. Das Wappen enthält auf der linken Seite einen Greifenkopf und auf der rechten Hälfte das Kürzel SCF. Am 1. Juli 2025 zählte der Verein 75.000 Mitglieder und ist damit der größte Verein in Baden.

## Geschichte

### 1904 bis 1933: Vorgängervereine und Frühzeit
Die ältesten Vorgängervereine des SC waren der im März 1904 gegründete Freiburger FV 04 sowie der zwei Monate jüngere FC Schwalbe Freiburg. Am 3. März 1912 fusionierten der mittlerweile zu SV 04 umbenannte FV 04 und der erst zu FC Mars, dann zu FC Union umbenannte FC Schwalbe erstmals zum SC Freiburg. Der neu gegründete Verein hatte die Farben schwarz, weiß und gelb. Umgehend wurde eine Jugendabteilung gegründet. Zwei Jahre nach seiner Gründung unternahm der junge Verein eine erste Auslandsreise nach Norditalien, um zwei Freundschaftsspiele zu bestreiten. Gegen die SG Andrea Doria Genua, einem Vorgängerverein von Sampdoria Genua, erreichten die Breisgauer ein 2:2-Unentschieden, wenige Tage darauf folgte ein 1:4 beim FC Alessandria im Piemont.
1917, inmitten des Ersten Weltkriegs, konnte der Verein seinen ersten größeren Erfolg feiern. Im Bezirk 2 des Gau Oberrhein erlangte man die Meisterschaft vor dem Stadtrivalen Freiburger FC und gewann mit einem Sieg gegen den SV Straßburg die Oberrhein-Meisterschaft. Gleiches gelang im Jahr darauf mit einer "Kriegsmannschaft", die aus Spielern des SC sowie des FFC bestand. 1918 gewann man dann auch die Südkreismeisterschaft gegen den SC Stuttgart, an dem man im Jahr zuvor noch gescheitert war.
Am 13. Dezember 1919 schloss sich der Verein der Freiburger Turnerschaft von 1844 (früher: Freiburger TV 1844) an. Im Juni stand mit Oskar Müller erstmals ein SC-Spieler im Kader der deutschen Fußballnationalmannschaft. Im Zuge des Streits zwischen Turn- und Sportverbänden traten die Fußballer 1923 wieder aus, um wieder den SC Freiburg als eigenständigen Fußballverein zu bilden. Im selben Jahr steigt der Verein in die Bezirksliga Württemberg-Baden auf, damals die höchstmögliche Spielklasse. Nach einem Abstieg in die Kreisklasse Südbaden 1925 stieg der SCF erneut auf und hielt sich bis 1933 in der Bezirksliga Württemberg-Baden, mit dem bis dahin größten Erfolg der noch jungen Vereinsgeschichte: Nach einem dritten Platz im Jahr 1928 kommt es in einer Qualifikationsrunde zu einem Aufeinandertreffen mit dem amtierenden deutschen Meister, dem 1. FC Nürnberg, das mit einem 2:1-Sieg für die Freiburger endete.

### 1933 bis 1945: Die Zeit des Nationalsozialismus
Die nationalsozialistische Machtergreifung spiegelte sich auch in den Vereinsstrukturen des SC Freiburg wider. Auf Anordnung des DFB durften von nun an weder jüdische noch kommunistische Personen mehr leitende Funktionen im Verein übernehmen. Im Zuge der Gleichschaltung wurde der NSDAP-Stadtrat Ludwig Siedler neuer "Vereinsführer", der den Verein gemäß Führerprinzip als einzelner Person leitet. Bekannt ist auch die Geschichte des jüdischen Kaufmanns Sigmund Günzburger. Dieser war bis 1920 Vizepräsident des Klubs, wurde später nach Auschwitz deportiert, wo er 1942 ermordet wurde. In der neu gegründeten Gauliga Baden, in der die besten badischen Fußballvereine antraten, stieg der SC in der ersten Saison 1933/34 als abgeschlagener Tabellenletzter ab, Meister wurde der SV Waldhof Mannheim. Fortan spielten die Breisgauer in der Bezirksliga Oberbaden, in der man in den Jahren 1935 und 1936 zwar Meister wurde, jedoch in der Aufstiegsrunde zur Gauliga scheiterte. 1937 wurde der Verein das dritte Jahr in Folge Meister in der Bezirksliga, doch das Wintererstadion, in dem bislang die Spiele ausgetragen wurden, wurde zerstört und abgebaut. In der Folge schloss sich der SC Freiburg erneut der Freiburger Turnerschaft an, um auf deren Plätzen zu spielen. Nach weiteren Jahren in der Bezirksliga gelang 1941 erneut die Meisterschaft, und dann – nach vier ungekrönten Meisterschaften – der Aufstieg in die sogenannte Bereichsliga, Nachfolger der Gauliga. Nach dem direkten Wiederabstieg in der Saison 1941/42 folgte ein erneuter Aufstieg und dann wieder ein Abstieg 1943/44, bis die FT und damit der Sport-Club von der Besetzungsmacht aufgelöst wurde.
Zur weiteren Aufarbeitung der SC-Geschichte im Nationalsozialismus gab der Verein eine Studie in Auftrag, die im November 2024 im Herder Verlag erschien. Die Studie räumt mit einigen gängigen Vereinsmythen auf.

### 1945 bis 1978: Die Nachkriegszeit

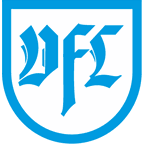
Logo des VfL Freiburg (1946 bis 1949)

Im Februar 1946 erlaubte die französische Besatzungsmacht die Wiedergründung von Sportvereinen, jedoch mussten alle Vereine ihren Namen wechseln. Daraufhin entstand aus der Freiburger Turnerschaft inklusive Sport-Club der VfL Freiburg. Der größte Erfolg des VfL, der vor allem in der Landesliga Südbaden spielte, war das Erreichen des südbadischen Pokalfinals, in dem man im Freiburger Möslestadion dem VfL Konstanz mit 1:2 unterlag. Ab 1949 lautete der Vereinsname wieder Freiburger Turnerschaft von 1844/Sport-Club. In den Folgejahren spielte der Verein in niedrigen Amateurligen, bis 1952 die Fußballer erneut austraten und den bis heute bestehenden SC Freiburg e. V. gründeten. Der erste Vorsitzende der Vereinsgeschichte war Hubert Pfaff, die Vereinsfarben von nun an weiß-rot.
Ab 1950 spielte der Verein in der neu gegründeten drittklassigen 1. Amateurliga Südbaden. Nach einigen Platzierungen im Tabellenmittelfeld in den frühen 1960er-Jahren wurden die Freiburger 1965 und 1968 unter Trainer Hans Diehl Meister, scheiterten aber in der Aufstiegsrunde 1965 und in der Aufstiegsrunde 1968 zur Regionalliga Süd. 1970 wurde die Südtribüne des Dreisamstadions fertiggestellt, das noch Jahre danach die Spielstätte des Vereins bleiben sollte. Im selben Jahr tauchte Achim Stocker als 3. Vorsitzender erstmals auf der Bildfläche auf, 1972 wurde er dann 1. Vorsitzender – ein Amt, das er bis zu seinem Tod im November 2009 ausfüllte. In der Saison 1974/75 platzierte sich der SC als Vizemeister der Amateurliga Südbaden vor dem lokalen Konkurrenten Freiburger FC.

### 1978 bis 1991: Aufstieg und Zeit in der 2. Bundesliga

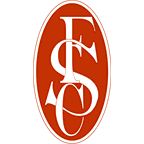
Historisches Logo des SCF (1952 bis 1958)

In der Saison 1977/78 gewann der SCF unter Trainer Manfred Brief die Meisterschaft in der 1. Amateurliga Südbaden, wurde Erster der Gruppe Baden-Württemberg in der Aufstiegsrunde zur 2. Bundesliga Süd, und stieg damit erstmalig in die 2. Bundesliga auf. Dort traf er wieder auf den Rivalen FFC, der bereits seit 1977 in der zweithöchsten Spielklasse vertreten war. In der ersten Saison im Profifußball landete der SC auf Rang 15 und entging nur knapp dem direkten Abstieg. In der Saison 1980/81 wurde der SC sechster und landete damit vor dem Rivalen FFC, der die Saison nur auf Rang neun abschloss. Gegen den Karlsruher SC, der am Saisonende als Tabellenzweiter in die 1. Bundesliga aufstieg, gelang den Freiburgern ein überraschender 1:0-Erfolg. Der DFB-Pokal 1980/81 brachte für den jungen Zweitligisten einen beachtlichen Erfolg: Nach einem Erstrundensieg über den Bremer SV hieß der Gegner in der zweiten Hauptrunde 1. FC Köln. Vor 17.000 Zuschauern im Möslestadion gewannen die Freiburger das Wiederholungsspiel gegen den Bundesligisten mit 3:1, nachdem das erste Spiel in Köln mit 1:1 endete. Auch die dritte Pokalrunde überstand der SC – hier wurde Hessen Kassel nach Verlängerung mit 2:1 besiegt, ehe man im Achtelfinale am Erstligisten Eintracht Braunschweig scheiterte. In den folgenden Saisons erreichte der SC durchgehend höhere Tabellenplätze als der FFC. Dieser stieg 1982 ab, während sich der SC für die neue eingleisige 2. Bundesliga qualifizierte und seither der höherklassige Freiburger Fußballverein ist. Bis 1991 blieb der Verein im stabilen Mittelfeld der 2. Bundesliga und erreichte dabei Ergebnisse zwischen Platz sieben und Platz 16.

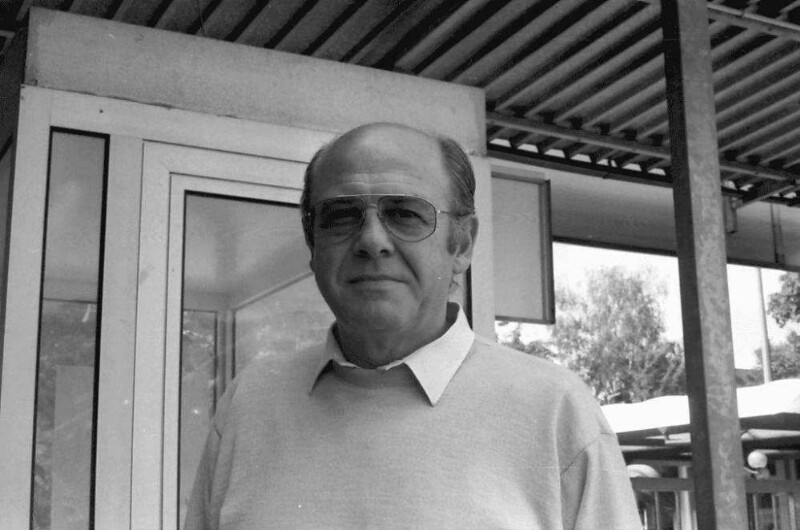
Achim Stocker, 1972 bis 2009 Vereinspräsident

### 1991 bis 2007: Die Ära Finke mit zehn Bundesligaspielzeiten
| 1991/92                                                                                | 2. Bundesliga Süd | 03 | 52:41  | 37:27 |
| 1992/93                                                                                | 2. Bundesliga     | 01 | 102:57 | 65:27 |
| 1993/94                                                                                | Bundesliga        | 15 | 54:57  | 28:40 |
| 1994/95                                                                                | Bundesliga        | 03 | 66:44  | 46:22 |
| 1995/96                                                                                | Bundesliga        | 11 | 30:41  | 42    |
| 1996/97                                                                                | Bundesliga        | 17 | 43:67  | 29    |
| 1997/98                                                                                | 2. Bundesliga     | 02 | 57:36  | 61    |
| 1998/99                                                                                | Bundesliga        | 12 | 36:44  | 39    |
| 1999/00                                                                                | Bundesliga        | 12 | 45:50  | 40    |
| 2000/01                                                                                | Bundesliga        | 06 | 54:37  | 55    |
| 2001/02                                                                                | Bundesliga        | 16 | 37:64  | 30    |
| 2002/03                                                                                | 2. Bundesliga     | 01 | 58:32  | 67    |
| 2003/04                                                                                | Bundesliga        | 13 | 42:67  | 38    |
| 2004/05                                                                                | Bundesliga        | 18 | 30:75  | 18    |
| 2005/06                                                                                | 2. Bundesliga     | 04 | 41:33  | 56    |
| 2006/07                                                                                | 2. Bundesliga     | 04 | 55:39  | 60    |
| grün unterlegt: Aufstieg in die Bundesliga rot unterlegt: Abstieg in die 2. Bundesliga |                   |    |        |       |

1991 wurde Volker Finke als Trainer verpflichtet, der vom 1. SC Norderstedt kam, nachdem er zuvor 1990 den TSV Havelse bis in die 2. Bundesliga geführt hatte. Mit Stefan Beneking, Jens Todt und Thomas Vogel brachte dieser drei weitere Spieler aus Havelse mit. Co-Trainer wurde Achim Sarstedt. Zur ersten gesamtdeutschen Saison wurde die 2. Bundesliga in die Staffeln Nord und Süd mit je zwölf Mannschaften aufgeteilt, deren Tabellenerste in die Bundesliga aufstiegen. Nachdem der SC Freiburg zunächst Platz 1 belegt hatte und auch Herbstmeister war, zog im Laufe der Aufstiegsrunde der 1. FC Saarbrücken an ihm vorbei, womit der Aufstieg knapp verpasst wurde. In der folgenden langen Saison 1992/93 mit insgesamt 24 Mannschaften und 46 Spieltagen belegten die Freiburger ab dem siebten Spieltag Platz 1 und stiegen erstmals in die Bundesliga auf. Die Breisgauer hatten in dieser Saison 102 Tore erzielt und für insgesamt 39 Wochen an der Tabellenspitze gestanden.
Die erste Bundesligasaison war vom Kampf gegen den Abstieg geprägt. Inklusive eines 4:0-Sieges beim VfB Stuttgart konnte der SC Freiburg die letzten drei Spiele gewinnen und somit noch in der Tabelle am 1. FC Nürnberg vorbeiziehen, der punktgleich nur aufgrund der schlechteren Tordifferenz absteigen musste. Die Freiburger zeigten in dieser Spielzeit einen spielerischen Offensivstil und erwarben dadurch bundesweit Sympathien.

Dem knappen Klassenverbleib im ersten Jahr folgte 1994/95 die bis dahin beste Saison der Vereinsgeschichte. Besonders hervorzuheben ist der 5:1-Sieg des SC über den von Giovanni Trapattoni trainierten FC Bayern München am 2. Spieltag. Freiburg blieb die gesamte Saison über stark, erspielte 20 Siege und stand am Saisonende auf dem dritten Tabellenplatz. Noch am 32. Spieltag hatte die Finke-Elf eine rechnerische Chance auf die deutsche Meisterschaft. Platz 3 berechtigte zur Qualifikation für den UEFA-Pokal 1995/96, bei dem die Freiburger in der ersten Runde gegen Slavia Prag ausschieden. In der folgenden Spielzeit konnte der SC die guten Platzierungen der Vorsaison nicht halten. Vor allem der Weggang von Spielmacher Rodolfo Cardoso zeigte sich als großer sportlicher Verlust. 1997 stiegen die Freiburger erstmals ab. Nach einem Jahr kam der SC wieder in die Bundesliga zurück und erreichte 2001 erneut den Einzug in den UEFA-Pokal. Nach Erfolgen gegen den slowakischen Vertreter Matador Púchov und den FC St. Gallen unterlag die Mannschaft im Dezember 2001 knapp dem späteren UEFA-Pokal-Sieger Feyenoord Rotterdam.

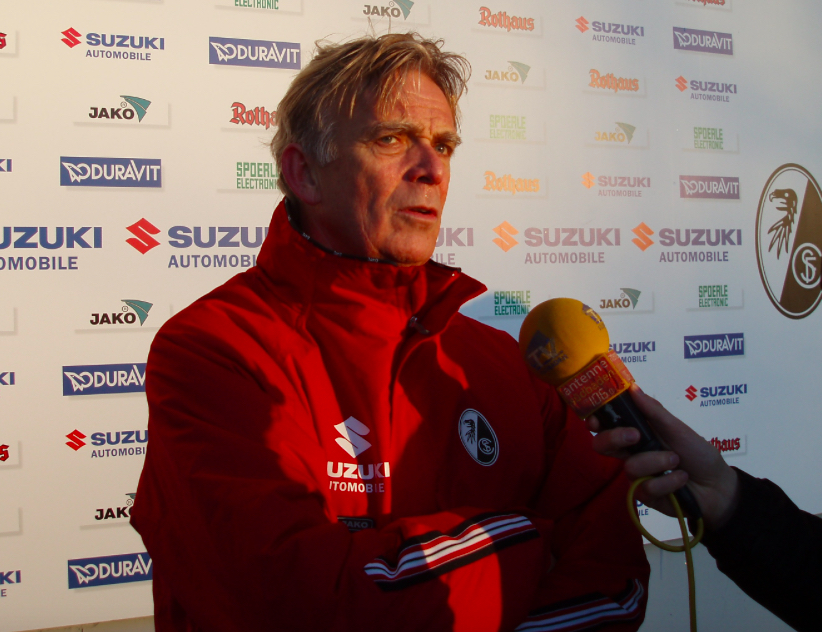
Volker Finke, Trainer des SC Freiburg von 1991 bis 2007

In der Liga rutschten die Freiburger derweil in die untere Tabellenhälfte. Am Ende der Saison stiegen sie ab. 2003 gelang der Wiederaufstieg, 2005 erfolgte der dritte Abstieg. In dieser Saison erspielte der SC nur drei Siege und 18 Punkte und belegte am Saisonende den letzten Platz. Dies war bis 2021 die schlechteste Saisonbilanz eines Bundesligisten seit Einführung der Dreipunkteregel. 2006 schaffte der SC den direkten Wiederaufstieg erstmals nicht.
Die Saison 2006/07 in der 2. Bundesliga begann mit einer schwachen Hinrunde. Nach der 0:4-Niederlage gegen den Karlsruher SC am 16. Spieltag hatte der SC nur 16 Punkte geholt und stand auf Tabellenplatz 14. Die Vereinsführung gab bekannt, dass in beiderseitigem Einvernehmen ein Trainerwechsel zum Saisonende 2007 beschlossen wurde. Zuvor sollte Coach Volker Finke den Abstieg verhindern.
Es folgte eine Serie von 13 Spielen ohne Niederlage (elf Siege, zwei Unentschieden). Der SC war inzwischen auf Rang 4 platziert, der Aufstieg wieder in greifbarer Nähe. Eine 1:3-Niederlage am Spieltag danach gegen Jena war ein herber Rückschlag im Aufstiegskampf. Der Sport-Club war nun auf Schwächen der Konkurrenz angewiesen. Am 32. Spieltag verlor der SC 0:1 zuhause gegen Paderborn durch einen Gegentreffer in der Nachspielzeit. Der Aufstiegstraum schien geplatzt. Doch auch die direkten Konkurrenten Duisburg, Rostock und Fürth verloren, so änderte sich an der Tabellenkonstellation erstmal nichts. Die letzten beiden Spiele gewann der SC souverän, Rostock und Duisburg ebenfalls; jedoch wurde aufgrund der schlechteren Tordifferenz – wie im Vorjahr – nur Rang 4 erreicht und damit der Aufstieg erneut knapp verpasst.
Diese starke Rückrunde (mit 41 Punkten die erfolgreichste, die ein Verein in der 2. Bundesliga je erspielt hatte) gab einigen SC-Fans Anlass, die Initiative „Wir sind Finke“ zu gründen. Sie hatten das Ziel, eine außerordentliche Mitgliederversammlung zu initiieren, auf der die Trainerfrage diskutiert werden sollte, um Finke doch noch in Freiburg zu halten. Dieses Anliegen scheiterte, da die erforderlichen 25 % der Vereinsmitglieder, die den Antrag auf eine außerordentliche Mitgliederversammlung stellen sollten, nicht erreicht wurden.
Die 16-jährige Amtszeit von Trainer Volker Finke blieb bis 2025 die längste im deutschen Profifußball. Mit ihm verließ auch Co-Trainer Achim Sarstedt nach 16 Jahren den Sport-Club. Andreas Bornemann beendete seine Tätigkeit als SC-Manager. Auch einige langjährige Stammspieler verließen den SC, darunter Aleksandre Iaschwili, Boubacar Diarra, Soumaila Coulibaly, Ibrahim Tanko, Sascha Riether und Roda Antar. Unter Finke hatte der SC Freiburg seine bislang erfolgreichste Zeit der Vereinsgeschichte.
Im Januar 2001 erwarb der SC das Stadion des FFC, das Möslestadion, um dort die Freiburger Fußballschule zur Nachwuchsförderung einzurichten.

### 2007 bis 2011: Mit Dutt zurück in die Bundesliga
| Saison                                     | Liga          | Platz | Tore  | Punkte |
| ------------------------------------------ | ------------- | ----- | ----- | ------ |
| 2007/08                                    | 2. Bundesliga | 05    | 49:44 | 55     |
| 2008/09                                    | 2. Bundesliga | 01    | 60:36 | 68     |
| 2009/10                                    | Bundesliga    | 14    | 35:59 | 35     |
| 2010/11                                    | Bundesliga    | 09    | 41:50 | 44     |
| grün unterlegt: Aufstieg in die Bundesliga |               |       |       |        |

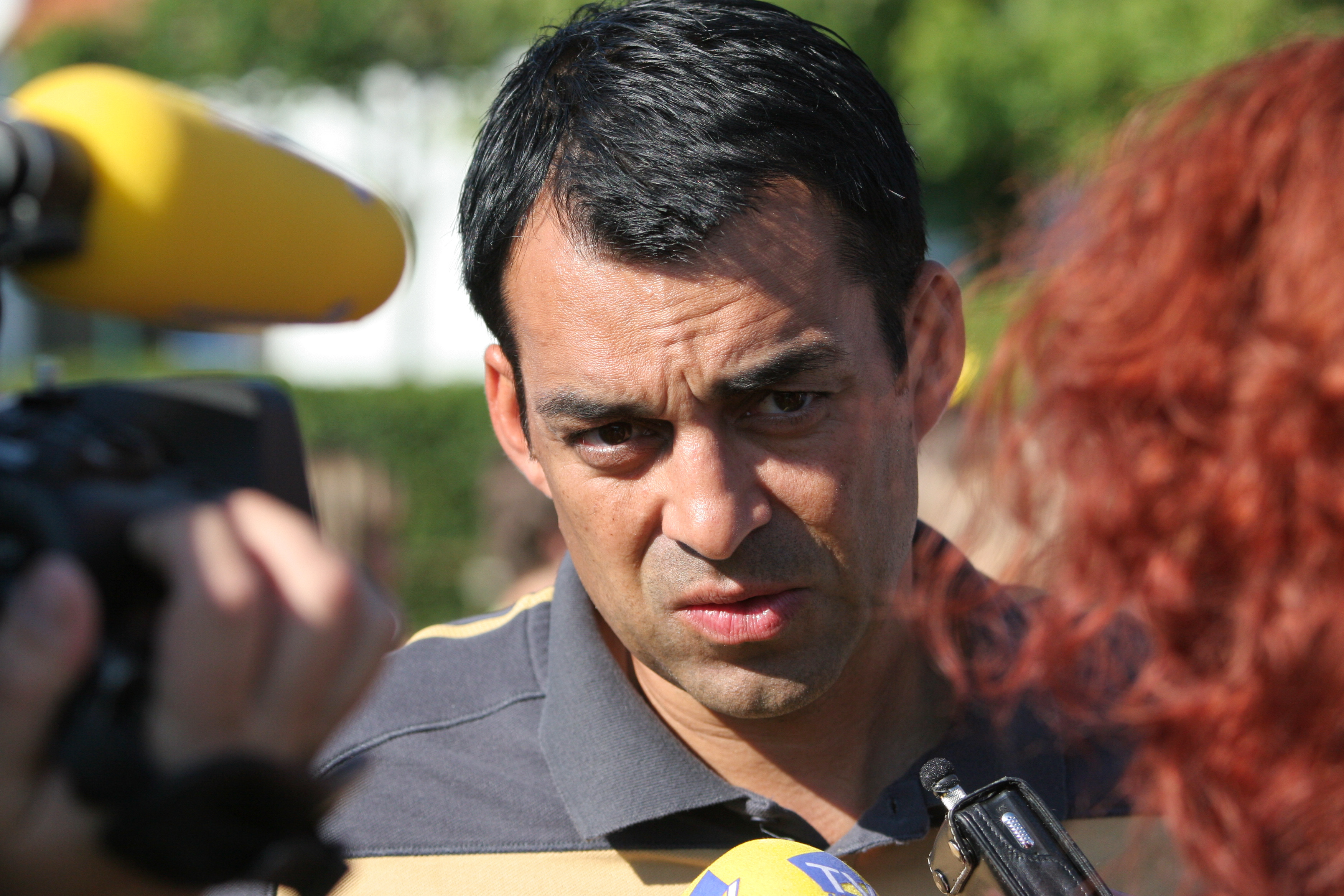
Robin Dutt, Trainer des SC Freiburg von 2007 bis 2011

Zur Saison 2007/08 wurde Robin Dutt neuer Cheftrainer. Neuer Sportdirektor wurde Dirk Dufner. In der ersten Saison unter dem neuen Trainer spielte der Verein um den Aufstieg mit, erreichte jedoch aufgrund einer Schwächephase zu Beginn der Rückrunde nur den fünften Platz. Die Spielweise änderte sich unter Dutt merklich. Legte Volker Finke besonderen Wert auf Ballbesitz und Kombinationsfußball, so verordnete sein Nachfolger dem Sportclub eine geradlinige, ergebnisorientierte Strategie.
In der Saison 2008/09 hatte der SC Freiburg einen relativ guten Saisonstart; in den ersten sieben Spielen konnten fünf Siege bei nur einer Niederlage verzeichnet werden. Am Ende der Hinrunde wurde Platz drei belegt. Nachdem der Mannschaft zum Rückrundenauftakt sechs Siege in Serie gelungen waren, übernahm der SC Freiburg die Tabellenspitze. Am 31. Spieltag machten die Freiburger den vierten Aufstieg in die Bundesliga und zugleich die Zweitliga-Meisterschaft durch einen 5:2-Auswärtssieg bei der TuS Koblenz perfekt. Der SC Freiburg durfte damit als erste Mannschaft die neu eingeführte Meisterschale der 2. Bundesliga in Empfang nehmen.
In der Saison 2009/10 sicherte sich der SC Freiburg durch ein 2:2 beim 1. FC Köln am 33. Spieltag vorzeitig den Klassenerhalt und belegte mit 35 Punkten Rang 14 in der Abschlusstabelle.
Die Saison 2010/11 verlief für den SC recht erfolgreich, am Ende wurde mit 44 Punkten Rang 9 belegt. In dieser Phase konnten sich die Breisgauer besonders auf ihren Stürmer Papiss Demba Cissé verlassen, der insgesamt 22 Tore erzielte und damit Platz 2 in der Torjägerliste der Bundesliga hinter Mario Gomez belegte.

### 2011 bis 2024: Die Ära Streich
| Saison                                                                                 | Liga          | Platz | Tore  | Punkte | Bl-Kader |
| -------------------------------------------------------------------------------------- | ------------- | ----- | ----- | ------ | -------- |
| 2011/12                                                                                | Bundesliga    | 12    | 45:61 | 40     |          |
| 2012/13                                                                                | Bundesliga    | 05    | 45:40 | 51     |          |
| 2013/14                                                                                | Bundesliga    | 14    | 43:61 | 36     |          |
| 2014/15                                                                                | Bundesliga    | 17    | 36:47 | 34     | BL-Kader |
| 2015/16                                                                                | 2. Bundesliga | 01    | 75:39 | 72     |          |
| 2016/17                                                                                | Bundesliga    | 07    | 42:60 | 48     | BL-Kader |
| 2017/18                                                                                | Bundesliga    | 15    | 32:56 | 36     | BL-Kader |
| 2018/19                                                                                | Bundesliga    | 13    | 46:61 | 36     | BL-Kader |
| 2019/20                                                                                | Bundesliga    | 08    | 48:47 | 48     | BL-Kader |
| 2020/21                                                                                | Bundesliga    | 10    | 52:52 | 45     | BL-Kader |
| 2021/22                                                                                | Bundesliga    | 06    | 58:46 | 55     | BL-Kader |
| 2022/23                                                                                | Bundesliga    | 05    | 51:44 | 59     | BL-Kader |
| 2023/24                                                                                | Bundesliga    | 10    | 45:58 | 42     | BL-Kader |
| grün unterlegt: Aufstieg in die Bundesliga rot unterlegt: Abstieg in die 2. Bundesliga |               |       |       |        |          |

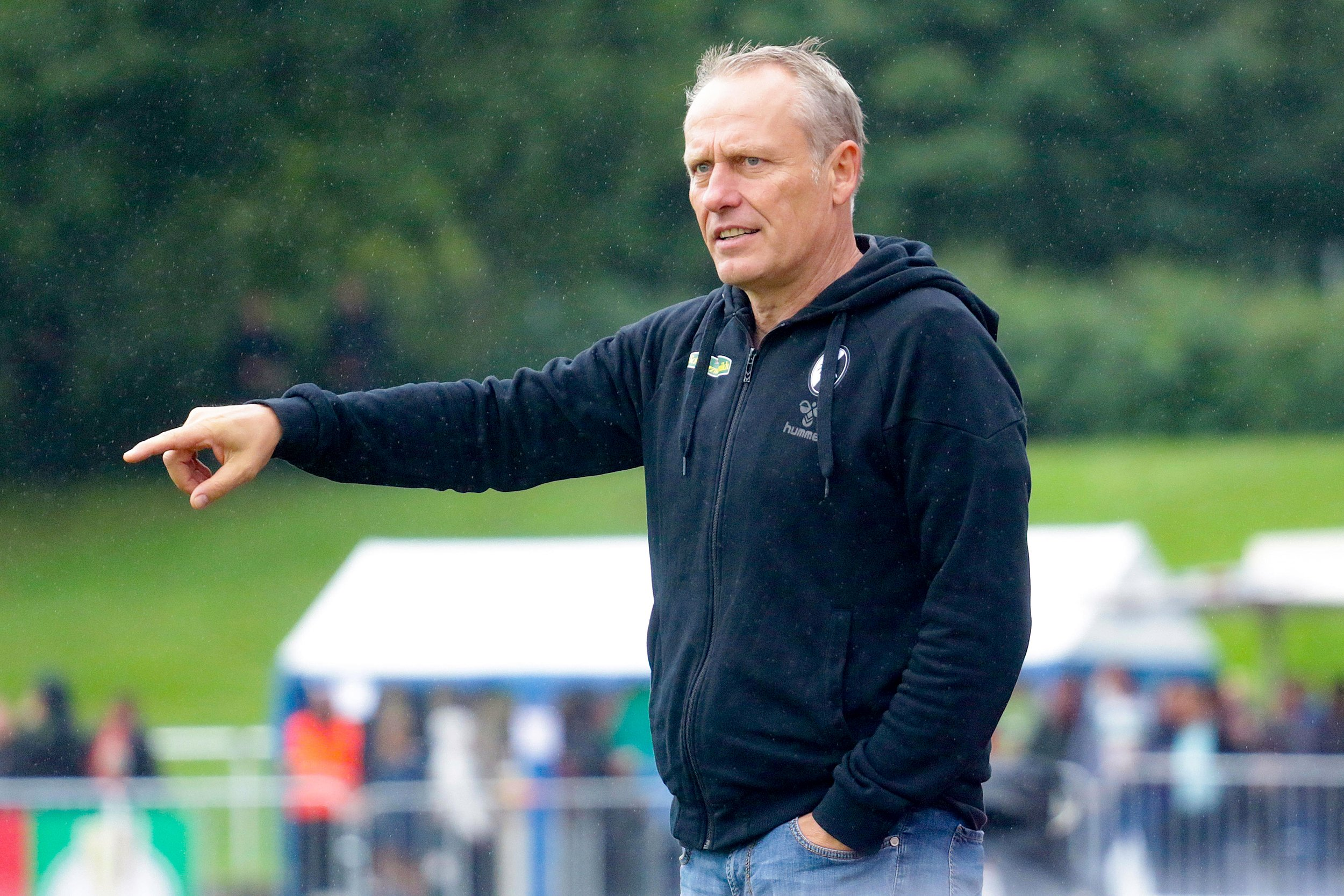
Christian Streich wurde in der Winterpause 2011/12 Cheftrainer des SC Freiburg

Bereits vor Saisonende hatte Robin Dutt bekanntgegeben, dass er zu Beginn der Saison 2011/12 als Nachfolger von Jupp Heynckes Trainer bei Bayer 04 Leverkusen werden würde. Als Nachfolger wurde Marcus Sorg als Cheftrainer vorgestellt. Am 10. September 2011 musste der SC Freiburg unter Trainer Sorg die höchste Bundesliganiederlage der Vereinsgeschichte hinnehmen; die Freiburger verloren auswärts beim FC Bayern München mit 0:7. Aufgrund der nicht zufriedenstellenden Situation in der Winterpause (18. Platz) gab der Sport-Club bekannt, fünf Spielern zum Vereinswechsel geraten zu haben, da Marcus Sorg die Rückrunde ohne sie plane. Betroffen waren Maximilian Nicu, Manuel Salz, Felix Bastians, Kishō Yano sowie der langjährige Kapitän Heiko Butscher. Wenig später gab der SC Freiburg bekannt, dass Sorg mit sofortiger Wirkung von allen Aufgaben entbunden sei. Erstmals in seiner Bundesligazeit trennte sich der SCF von einem Cheftrainer. Als Nachfolger wurde kurz vor dem Jahreswechsel 2011/2012 der bisherige Co-Trainer Christian Streich vorgestellt. In der Winterpause trennte sich der Sportclub gegen eine millionenschwere Ablöse von Papiss Demba Cissé, der zu Newcastle United wechselte. Unter Streich konnte sich Freiburg stark verbessern, so dass am 32. Spieltag durch ein 0:0 gegen Hannover der Klassenerhalt gesichert werden konnte. In der Rückrunde 2012 holten die Freiburger 27 Punkte, verloren kein Heimspiel und blieben 10 Spiele in Folge unbesiegt.
Auch in der Saison 2012/13 hielt der Erfolg an, die Hinrunde wurde mit zwei Siegen in Folge auf dem 5. Platz beendet. Dies war der Auslöser für eine Rückrunde, in der sich die Freiburger frei von Abstiegssorgen durchgehend in der oberen Tabellenhälfte halten konnten. Im DFB-Pokal erreichte die Mannschaft durch Auswärtssiege gegen Eintracht Braunschweig, Karlsruhe und den 1. FSV Mainz 05 erstmals in der Vereinsgeschichte das Pokal-Halbfinale, in dem der SC Freiburg dem VfB Stuttgart auswärts mit 1:2 unterlag.
Am 22. April erfolgte nach fast sechs Jahren die Trennung von Sportdirektor Dirk Dufner; der laufende Vertrag wurde einvernehmlich aufgelöst. Nachfolger Dufners wurden Jochen Saier und Klemens Hartenbach von der Freiburger Fußballschule. Am 10. Mai verlängerte Christian Streich seinen bis 2014 laufenden Vertrag beim SC Freiburg „langfristig“.
Am letzten Spieltag der Saison 2012/13 verlor der Verein sein Heimspiel gegen den Tabellennachbarn FC Schalke 04 und verpasste somit als Fünftplatzierter knapp die Teilnahme an der Champions-League-Qualifikation. Da der DFB-Pokalsieger FC Bayern München als Meister bereits für die UEFA Champions League qualifiziert war, qualifizierte sich der SC Freiburg direkt für die Gruppenphase der UEFA Europa League 2013/14. Erstmals spielte nun der SC seine fünfte Bundesligasaison in Folge. Dieser erfolgreichen Saison folgten bedeutende Eingriffe in den Kader. Die Spieler Jan Rosenthal, Johannes Flum, Daniel Caligiuri, Max Kruse, Cédric Makiadi wurden von Bundesligisten, die in der Saison 2012/13 schlechter platziert waren als der SC, abgeworben.
In der Saison 2013/14 machten sich die zahlreichen Spielerabgänge sowie die Dreifachbelastung durch die Teilnahme an der Europa-League-Gruppenphase bemerkbar. So kamen die Freiburger ab dem 4. Spieltag nicht aus der Abstiegszone heraus und beendeten die Hinrunde auf einem Relegationsplatz. Auch in der Europa League wurden die Ergebnisse nicht den eigenen Erwartungen gerecht, man schied mit sechs Punkten auf Rang drei aus dem Wettbewerb aus. Im DFB-Pokal konnten sich die Freiburger im ersten Pokal-Heimspiel nach vier Jahren für das Pokalaus des Vorjahres beim VfB Stuttgart revanchieren. Im Achtelfinale scheiterte die Mannschaft an Bayer 04 Leverkusen, gegen das sie den darauffolgenden Rückrundenauftakt in der Liga überraschend gewinnen konnten. Am 32. Spieltag sicherte sich der SC Freiburg aufgrund einer 1:3-Auswärtsniederlage des Hamburger SV beim FC Augsburg vorzeitig den Klassenerhalt.
Die Hinrunde der Saison 2014/15 lief für die Freiburger wenig erfolgreich. Bemerkenswert war, dass der SC in den Spielen gegen Hertha BSC, TSG 1899 Hoffenheim, Mainz, Paderborn und Hannover jeweils mindestens bis zur 87. Minute führte, jedoch in den Schlussminuten oder in der Nachspielzeit noch den Ausgleich kassierte. Auf diese Weise verspielten die Freiburger 10 Punkte, sodass sie die Winterpause auf dem letzten Tabellenplatz verbrachten. In der Rückrunde gelangen dem SC Freiburg Siege gegen Eintracht Frankfurt, Hertha BSC, Augsburg und Köln, sodass der Verein nach dem 30. Spieltag auf Platz 10 der Rückrundentabelle und auf Platz 14 der Gesamttabelle lag. Als man das folgende Spiel gegen den direkten Konkurrenten Paderborn nach einer Führung noch verlor und eine Woche später in Hamburg in der 90. Minute noch den Ausgleich kassierte, lagen die Abstiegskandidaten in der Tabelle dicht beieinander, sodass den SC nur die bessere Tordifferenz von einem direkten Abstiegsplatz trennte. Da das Spiel gegen die Bayern noch bevorstand, gegen die man seit 19 Jahren nicht mehr gewonnen hatte, war dies eine eher ungünstige Ausgangslage für die letzten zwei Spieltage. Gegen die Bayern konnte der SC überraschend gewinnen, da jedoch Stuttgart und Hannover ebenfalls Siege einfuhren, wurde die Entscheidung im Abstiegskampf auf den letzten Spieltag vertagt. Dabei hatten die Freiburger die beste Ausgangslage, denn bereits mit einem Unentschieden in Hannover wäre der Klassenerhalt sicher gewesen. Und auch im Falle einer Niederlage hätten sowohl Stuttgart als auch Hamburg ihre Spiele gleichzeitig gewinnen müssen, damit der SC noch auf einen direkten Abstiegsplatz abrutschen könnte. Genau dieses Szenario trat jedoch ein und so beendete der SC Freiburg die Saison als Vorletzter und stieg damit nach sechs Jahren Bundesligazugehörigkeit in die 2. Bundesliga ab. In der gesamten Saison hatte der Sportclub in sechs Spielen einen Sieg in den Schlussminuten verschenkt und in weiteren drei 0:0-Partien einen Elfmeter verschossen. Je nach Berechnung „fehlten“ Christian Streichs Mannschaft also zwischen zwölf und 18 Punkte, weswegen nicht wenige Beobachter vom „unnötigsten Abstieg aller Zeiten“ sprachen.
Aufgrund des Abstiegs erfolgte erneut ein Umbruch im Kader. Die Spieler Roman Bürki, Vladimír Darida, Felix Klaus, Admir Mehmedi, Sascha Riether, Oliver Sorg und Jonathan Schmid wechselten zu verschiedenen Erstligisten.
In der folgenden Saison 2015/16 sicherte sich der SC Freiburg am 32. Spieltag den erneuten Aufstieg in die Bundesliga nach einem 1:2-Auswärtssieg gegen den SC Paderborn 07. Am 33. Spieltag wurde die Mannschaft durch einen 2:0-Sieg gegen den 1. FC Heidenheim zum vierten Mal Meister der 2. Bundesliga. Der Kern der Aufstiegsmannschaft blieb in der Folgesaison erhalten, und die Mannschaft erreichte, trotz einer stark negativen Tordifferenz, den 7. Platz in der Abschlusstabelle der Bundesliga. Da der Tabellendritte Borussia Dortmund den DFB-Pokal gewann, berechtigte dieser 7. Platz den SC zur Teilnahme an der dritten Qualifikationsrunde für die UEFA Europa League. Dort traf man auf den NK Domžale aus Slowenien. Auf ein 1:0 im Hinspiel folgte ein 0:2, so dass die Qualifikation zur Gruppenphase der Europa League verpasst wurde. Die anschließende Bundesliga-Saison gestaltete sich schwieriger als die vorherige, was unter anderem auf die Abgänge von Vincenzo Grifo und Maximilian Philipp zurückzuführen war. Letzterer wechselte für 20 Mio. Euro zu Borussia Dortmund, was einen Vereinsrekord hinsichtlich erzielter Ablösesummen darstellt. In der Hinrunde musste der SC mit einer Ausnahme in jedem Auswärtsspiel mindestens drei Gegentore hinnehmen. Der einzige Auswärtssieg der Saison gelang gegen den 1. FC Köln, als trotz eines 0:3-Rückstands noch ein 4:3-Erfolg erspielt wurde. In der Rückrunde zeigte sich der SC defensiv stabiler, allerdings mit großen Problemen in der Offensive. Der Klassenerhalt wurde erst am letzten Spieltag mit einem Sieg gegen den FC Augsburg gesichert. Herausragender Akteur war Nils Petersen mit 15 Saisontoren und dem 2. Platz in der Torschützenliste. Petersen erzielte fast die Hälfte aller Freiburger Tore (15 von 32) und war der beste deutsche Torschütze der Liga.
Die Saisons 2018/19, 2019/20 und 2020/21 erlebte der SC ohne Abstiegssorgen im gesicherten Mittelfeld. 2018/19 gelang dem Club zweimal ein 1:1 gegen den FC Bayern. 2019/20 standen die Badener an sämtlichen Spieltagen auf der oberen Tabellenhälfte und beendeten die Saison auf Rang acht. Sehr erfolgreich verlief die Saison 2021/22. Der SC blieb bis zum 10. Spieltag unbesiegt, der Club erlitt seine erste Saisonniederlage am 11. Spieltag gegen den FC Bayern. Am 14. Spieltag gewann der SCF in Mönchengladbach 6:0. Es war der höchste Ligasieg der Breisgauer. Mit fünf Toren in den ersten 25 Spielminuten stellte der Sport-Club als Gastmannschaft einen Ligarekord auf. Am letzten Spieltag der Hinrunde zogen die Badener mit einem 2:1 gegen Leverkusen auf Rang drei. Mit 29 Punkten spielte der SC seine zweitbeste Hinrunde im Oberhaus. Ein Champions-League-Platz war stets im Bereich des Möglichen. Schlussendlich gelang die Qualifikation für die Europa League als Sechster. Zudem konnte erstmals das Finale im DFB-Pokal erreicht werden, welches gegen RB Leipzig erst im Elfmeterschießen verloren wurde.
In der Saison 2022/23 übernahm der SC am 5. Spieltag zum zweiten Mal die Tabellenspitze in der Bundesliga. Am 28. Spieltag erreichte man mit einem Sieg bei Werder Bremen zwei Meilensteine auf einen Schlag: Roland Sallai erzielte das 1000. Bundesligator des Vereins und der Sieg war der 250. im deutschen Oberhaus. Außerdem überholte man damit den Karlsruher SC in der ewigen Bundesligatabelle.
Der Sport-Club ging als Zweitplatzierter in die Winterpause und beendete die Hinrunde mit 31 Punkten, zweitbester Wert der Vereinsgeschichte. Im DFB-Pokal-Viertelfinale konnte erstmals beim FC Bayern gewonnen werden und der SC zog im zweiten Jahr in Folge ins Pokalhalbfinale ein, in dem man erneut gegen RB Leipzig das Nachsehen hatte. In der Europa-League wurde die Vorrunde ungeschlagen als Gruppensieger beendet, im Achtelfinale gab es zwei Niederlagen gegen Juventus Turin. Der Sport-Club stand in der Bundesliga ab dem dritten Spieltag stets im obersten Tabellendrittel und vergab am letzten Spieltag im Fernduell mit Union Berlin die erstmalige Teilnahme an der Champions-League.
Auch in der Saison 2023/24 spielte der SC bis zuletzt um eine Europapokalteilnahme. Am letzten Spieltag wurde die Teilnahme an der Conference-League durch ein 1:2 bei Union Berlin verpasst, der SC wurde Zehnter. Im DFB-Pokal schied Freiburg in der zweiten Runde gegen den SC Paderborn aus. In der Europa League konnte der SC erneut die KO-Phase erreichen und traf in der Zwischenrunde auf den französischen Vizemeister RC Lens. Nach einem 0:0 in Lens lag Freiburg im Rückspiel zwischenzeitlich 0:2 zurück, rettete sich noch in die Verlängerung und gewann 3:2. Im Achtelfinale traf Freiburg auf seinen Vorrundengegner West Ham United. Nach einem 1:0-Heimsieg im Hinspiel verlor der Sport-Club in London 0:5 und schied aus.
Am 18. März 2024 gab Christian Streich bekannt, dass er den SC Freiburg zum Saisonende verlassen werde.

### Seit 2024: Neustart mit Julian Schuster
| Saison  | Liga       | Platz | Tore  | Punkte | Bl-Kader |
| ------- | ---------- | ----- | ----- | ------ | -------- |
| 2024/25 | Bundesliga | 5     | 49:53 | 55     | BL-Kader |

Neuer Cheftrainer des SC wurde Julian Schuster, zuvor langjähriger Stammspieler und Kapitän unter Streich. Der Kader blieb zur neuen Saison größtenteils zusammen und konnte mit den Neuzugängen Eren Dinkçi und Patrick Osterhage punktuell verstärkt werden.

## Erfolge und Bilanzen
Eine vollständige Übersicht über detaillierte Platzierungen in der Liga und im nationalen und internationalen Pokalen siehe Saisonbilanzen des SC Freiburg.

### Größte Erfolge
Erfolge in der Liga
- Bundesliga:

- 3. Platz 1994/95 (46:22 Punkte)

- Meister der 2. Bundesliga (4): 1993, 2003, 2009, 2016
- Meister der 1. Amateurliga Südbaden (3): 1965, 1968, 1978
- Platz 10 in der Ewigen Tabelle der 2. Fußball-Bundesliga
- Platz 18 in der Ewigen Tabelle der Fußball-Bundesliga

Erfolge im Pokal
- DFB-Pokal: Pokalfinalist: 2022

### Europapokalbilanz
| Saison  | Wettbewerb         | Runde                  | Gegner              | Gesamt | Hin     | Rück          |
| ------- | ------------------ | ---------------------- | ------------------- | ------ | ------- | ------------- |
| 1995/96 | UEFA-Pokal         | 1. Runde               | Slavia Prag         | 1:2    | 1:2 (H) | 0:0 (A)       |
| 2001/02 | UEFA-Pokal         | 1. Runde               | ŠK Matador Púchov   | 2:1    | 0:0 (A) | 2:1 (H)       |
| 2001/02 | UEFA-Pokal         | 2. Runde               | FC St. Gallen       | 4:2    | 0:1 (H) | 4:1 (A) 1     |
| 2001/02 | UEFA-Pokal         | 3. Runde               | Feyenoord Rotterdam | 2:3    | 0:1 (A) | 2:2 (H)       |
| 2013/14 | UEFA Europa League | Gruppenphase           | Slovan Liberec      | 4:3    | 2:2 (H) | 2:1 (A)       |
| 2013/14 | UEFA Europa League | Gruppenphase           | FC Sevilla          | 0:4    | 0:2 (A) | 0:2 (H)       |
| 2013/14 | UEFA Europa League | Gruppenphase           | GD Estoril Praia    | 1:1    | 1:1 (H) | 0:0 (A)       |
| 2017/18 | UEFA Europa League | 3. Qualifikationsrunde | NK Domžale          | 1:2    | 1:0 (H) | 0:2 (A)       |
| 2022/23 | UEFA Europa League | Gruppenphase           | Qarabağ Ağdam       | 3:2    | 2:1 (H) | 1:1 (A)       |
| 2022/23 | UEFA Europa League | Gruppenphase           | Olympiakos Piräus   | 4:1    | 3:0 (A) | 1:1 (H)       |
| 2022/23 | UEFA Europa League | Gruppenphase           | FC Nantes           | 6:0    | 2:0 (H) | 4:0 (A)       |
| 2022/23 | UEFA Europa League | Achtelfinale           | Juventus Turin      | 0:3    | 0:1 (A) | 0:2 (H)       |
| 2023/24 | UEFA Europa League | Gruppenphase           | Olympiakos Piräus   | 8:2    | 3:2 (A) | 5:0 (H)       |
| 2023/24 | UEFA Europa League | Gruppenphase           | West Ham United     | 1:4    | 1:2 (H) | 0:2 (A)       |
| 2023/24 | UEFA Europa League | Gruppenphase           | FK TSC              | 8:1    | 3:1 (A) | 5:0 (H)       |
| 2023/24 | UEFA Europa League | Zwischenrunde          | RC Lens             | 3:2    | 0:0 (A) | 3:2 n. V. (H) |
| 2023/24 | UEFA Europa League | Achtelfinale           | West Ham United     | 1:5    | 1:0 (H) | 0:5 (A)       |
| 2025/26 | UEFA Europa League | Gruppenphase           | TBA                 | -:-    | -:-     | -:-           |

Gesamtbilanz: 34 Spiele, 14 Siege, 9 Unentschieden, 11 Niederlagen, 49:38 Tore (Tordifferenz +11)

## Erste Mannschaft

### Kader Saison 2025/26
(Stand: 20. August 2025)
| Nr.        | Nat.         | Spieler              | geboren am    | im Verein seit |
| Tor        |              |                      |               |                |
| 01         | Deutschland  | Noah Atubolu         | 25. Mai 2002  | 2015           |
| 21         | Deutschland  | Florian Müller       | 13. Nov. 1997 | 2023           |
| 24         | Deutschland  | Jannik Huth          | 15. Apr. 1994 | 2024           |
| Abwehr     |              |                      |               |                |
| 03         | Osterreich   | Philipp Lienhart     | 11. Juli 1996 | 2017           |
| 05         | Deutschland  | Anthony Jung         | 3. Nov. 1991  | 2025           |
| 17         | Deutschland  | Lukas Kübler         | 30. Aug. 1992 | 2015           |
| 28         | Deutschland  | Matthias Ginter      | 19. Jan. 1994 | 2022           |
| 29         | Deutschland  | Philipp Treu         | 3. Dez. 2000  | 2025           |
| 30         | Deutschland  | Christian Günter     | 28. Feb. 1993 | 2006           |
| 33         | Frankreich   | Jordy Makengo        | 3. Aug. 2001  | 2021           |
| 37         | Deutschland  | Max Rosenfelder      | 10. Feb. 2003 | 2014           |
| 43         | Schweiz      | Bruno Ogbus          | 17. Dez. 2005 | 2022           |
| Mittelfeld |              |                      |               |                |
| 06         | Deutschland  | Patrick Osterhage    | 1. Feb. 2000  | 2024           |
| 08         | Deutschland  | Maximilian Eggestein | 8. Dez. 1996  | 2021           |
| 11         | Ghana        | Daniel-Kofi Kyereh   | 8. März 1996  | 2022           |
| 13         | Deutschland  | Noah Weißhaupt       | 20. Sep. 2001 | 2012           |
| 14         | Japan        | Yuito Suzuki         | 25. Okt. 2001 | 2025           |
| 19         | Deutschland  | Niklas Beste         | 4. Jan. 1999  | 2025           |
| 27         | Deutschland  | Nicolas Höfler       | 9. März 1990  | 2005           |
| 32         | Italien      | Vincenzo Grifo       | 7. Apr. 1993  | 2019           |
| 34         | Deutschland  | Merlin Röhl          | 5. Juli 2002  | 2022           |
| 44         | Schweiz      | Johan Manzambi       | 14. Okt. 2005 | 2023           |
| Angriff    |              |                      |               |                |
| 07         | Deutschland  | Derry Scherhant      | 10. Nov. 2002 | 2025           |
| 09         | Deutschland  | Lucas Höler          | 10. Juli 1994 | 2018           |
| 18         | Turkei       | Eren Dinkçi          | 13. Dez. 2001 | 2024           |
| 20         | Osterreich   | Junior Adamu         | 6. Juni 2001  | 2023           |
| 22         | Burkina Faso | Cyriaque Irié        | 20. Juni 2005 | 2025           |
| 26         | Deutschland  | Maximilian Philipp   | 1. März 1994  | 2023           |
| 31         | Kroatien     | Igor Matanović       | 31. März 2003 | 2025           |

### Transfers der Saison 2025/26
- Stand: 20. August 2025

| Zugänge          | Zugänge                 | Zugänge |
| Spieler          | Abgebender Verein       |         |
| Sommerpause 2025 | Sommerpause 2025        |         |
| ---------------- | ----------------------- | ------- |
| Cyriaque Irié    | ES Troyes AC            |         |
| Anthony Jung     | Werder Bremen           |         |
| Igor Matanović   | Eintracht Frankfurt     |         |
| Derry Scherhant  | Hertha BSC              |         |
| Yuito Suzuki     | Brøndby IF              |         |
| Philipp Treu     | FC St. Pauli            |         |
| Noah Weißhaupt   | FC St. Pauli (Leihende) |         |

| Abgänge             | Abgänge                    | Abgänge |
| Spieler             | Aufnehmender Verein        |         |
| Sommerpause 2025    | Sommerpause 2025           |         |
| ------------------- | -------------------------- | ------- |
| Ritsu Dōan          | Eintracht Frankfurt        |         |
| Manuel Gulde        | Karriereende               |         |
| Kenneth Schmidt     | Fortuna Düsseldorf *       |         |
| Kiliann Sildillia   | PSV Eindhoven              |         |
| Robert Wagner       | Holstein Kiel (Leihe) *    |         |
| nach Saisonbeginn   |                            |         |
| Michael Gregoritsch | Brøndby IF                 |         |
| Florent Muslija     | Fortuna Düsseldorf (Leihe) |         |

### Trainerstab

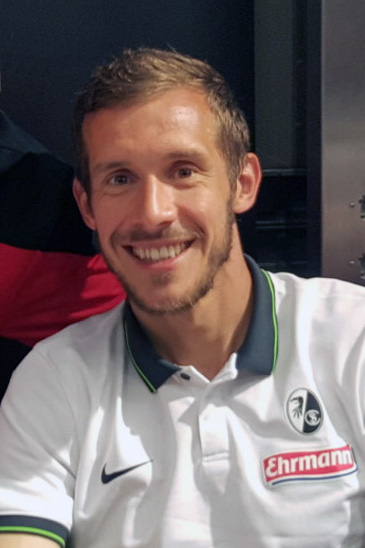
Julian Schuster ist seit dem 1. Juli 2024 Cheftrainer der Profis

Der Cheftrainer der Profimannschaft ist seit dem 1. Juli 2024 der 40-jährige Julian Schuster. Der Ex-Spieler, der seit 2008 für den SC Freiburg arbeitet, war zuvor im Nachwuchsbereich des Vereins tätig und folgte auf Christian Streich, der die Mannschaft zuvor seit dem 2. Januar 2012 verantwortet hatte. Die Assistenztrainer Voßler und Bruns übernahm Schuster von seinem Vorgänger, wohingegen Patrick Grolimund zum 1. Juli 2024 vom DFB nach Freiburg wechselte.
| Funktion          | Name               | im Amt seit |
| ----------------- | ------------------ | ----------- |
| Cheftrainer       | Julian Schuster    | 2024        |
| Co-Trainer        | Lars Voßler        | 2012        |
| Co-Trainer        | Patrick Grolimund  | 2024        |
| Co-Trainer        | Florian Bruns      | 2017        |
| Torwarttrainer    | Michael Müller     | 2022        |
| Athletiktrainer   | Maximilian Kessler | 2022        |
| Athletiktrainer   | Daniel Wolf        | 2018        |
| Individualtrainer | Felix Roth         | 2025        |

## Ehemalige Spieler, Trainer und Präsidenten

### Bekannte Spieler (Auswahl)
Für eine komplette Auflistung aller Spieler des SC Freiburg seit dem Zweitligaaufstieg 1978, siehe Liste der Spieler des SC Freiburg.
- Zlatan Bajramović
- Oliver Baumann
- Martin Braun
- Klaus Bury
- Heiko Butscher
- Rodolfo Cardoso
- Papiss Demba Cissé
- Harry Decheiver
- Boubacar Diarra
- Michael Frontzeck
- Matthias Ginter
- Richard Golz
- Jörg Heinrich
- Aleksandre Iaschwili
- Sebastian Kehl
- Lewan Kobiaschwili
- Ralf Kohl
- Joachim Löw
- Stefan Müller
- Nils Petersen
- Altin Rraklli
- Souleymane Sané
- Nico Schlotterbeck
- Jörg Schmadtke
- Jonathan Schmid
- Charly Schulz
- Adel Sellimi
- Çağlar Söyüncü
- Martin Spanring
- Uwe Spies
- Alain Sutter
- Jens Todt
- Uwe Wassmer
- Marco Weißhaupt
- Günter Wienhold
- Tobias Willi
- Gabor Zele
- Andreas Zeyer

### Cheftrainer und Präsidenten
Eine chronologische Übersicht über alle Trainer seit 1946 (davor übernahmen meist altgediente Spieler das Training) sowie alle Präsidenten seit Gründung des Vereins.
| Amtszeit              | Nat.                                           | Trainer                | Erfolge |
| --------------------- | ---------------------------------------------- | ---------------------- | --- |
| 1946/47–1948/49       | Deutschland                                    | Andreas Munkert        | |
| 1949/50–1949/50       | Deutschland                                    | Arthur Mattes          | |
| 1950/51–1952/53       | Deutschland                                    | Andreas Munkert        | |
| 1953/54–1954/55       | Deutschland                                    | Willi Hornung          | |
| 1956/57–1957/58       | Deutschland                                    | Kurt Mannschott        | |
| 1960/61–1962/63       | Deutschland                                    | Hans Roggow            | |
| 1963/64–1963/64       | Deutschland                                    | Hanns Faber            | |
| 1964/65–1968/69       | Deutschland                                    | Hans Diehl             | |
| 1969/70–1971/72       | Deutschland                                    | Edgar Heilbrunner      | |
| 01.07.1972–30.09.1978 | Deutschland                                    | Manfred Brief          | Aufstieg in die 2. Bundesliga: 1978 |
| 30.09.1978–30.06.1979 | Deutschland                                    | Heinz Baas             | |
| 01.07.1979–30.06.1980 | Deutschland                                    | Jupp Becker            | |
| 01.07.1980–24.01.1981 | Deutschland                                    | Norbert Wagner         | |
| 25.01.1981–30.06.1981 | Deutschland                                    | Horst Zick             | |
| 01.07.1981–30.06.1982 | Deutschland                                    | Lutz Hangartner        | |
| 01.07.1982–30.06.1983 | Deutschland                                    | Werner Olk             | |
| 01.07.1983–30.06.1984 | Deutschland                                    | Fritz Fuchs            | |
| 01.07.1984–01.01.1986 | Jugoslawien Sozialistische Föderative Republik | Anton Rudinski         | |
| 25.01.1986–22.03.1986 | Deutschland                                    | Jupp Becker            | |
| 23.03.1986–30.06.1986 | Deutschland                                    | Horst Zick             | |
| 01.07.1986–17.12.1988 | Deutschland                                    | Jörg Berger            | |
| 01.01.1989–08.04.1989 | Deutschland                                    | Fritz Fuchs            | |
| 09.04.1989–30.06.1989 | Deutschland                                    | Uwe Ehret              | |
| 01.07.1989–26.08.1989 | Deutschland                                    | Lorenz-Günther Köstner | |
| 27.08.1989–26.11.1989 | Deutschland                                    | Uwe Ehret              | |
| 01.12.1989–30.06.1990 | Deutschland                                    | Bernd Hoss             | |
| 01.07.1990–30.06.1991 | Deutschland                                    | Eckhard Krautzun       | |
| 01.07.1991–30.06.2007 | Deutschland                                    | Volker Finke           | Aufstieg in die Bundesliga: 1993, 1998, 2003; Qualifikation für den UEFA-Cup: 1995, 2001                                                                                      |
| 01.07.2007–30.06.2011 | Deutschland                                    | Robin Dutt             | Aufstieg in die Bundesliga: 2009 |
| 01.07.2011–29.12.2011 | Deutschland                                    | Marcus Sorg            | |
| 02.01.2012–30.06.2024 | Deutschland                                    | Christian Streich      | Aufstieg in die Bundesliga: 2016 DFB-Pokalfinale: 2022 Qualifikation für die Europa-League-Play-offs: 2017 Qualifikation für die Europa-League-Gruppenphase: 2013, 2022, 2023 |
| 01.07.2024–           | Deutschland                                    | Julian Schuster        | Qualifikation für die Europa-League-Gruppenhase: 2025 |

Seit 2021 gehört der ehrenamtliche Präsident nicht mehr dem Vorstand im Sinne des § 26 BGB an. Er ist somit nicht vertretungsberechtigt und nimmt nach außen ausschließlich repräsentative Aufgaben wahr wie z. B. die Teilnahme an Sponsorenveranstaltungen, Empfängen, Fantreffen, Ehrungen oder Preisverleihungen. Vereinsintern leitet er etwa die Mitgliederversammlung und schlägt dem Aufsichtsrat Kandidaten für die Berufung zum Vorstand vor.
| Amtszeit                   | Nat.                       | Präsident                  |
| Vorstand i. S. d. § 26 BGB | Vorstand i. S. d. § 26 BGB | Vorstand i. S. d. § 26 BGB |
| -------------------------- | -------------------------- | -------------------------- |
| 1912–1914                  | Deutschland                | Rohrer                     |
| 1914–1933                  | Deutschland                | Oskar Mattes               |
| 1933–1952                  | Deutschland                | Ludwig Sieder              |
| 1952–1964                  | Deutschland                | Hubert Pfaff               |
| 1964–1967                  | Deutschland                | Friedrich Würmlin          |
| 1967–1968                  | Deutschland                | Ernst Schrempp             |
| 1968–1971                  | Deutschland                | Gundolf Fleischer          |
| 1971–1972                  | Deutschland                | Heinz Stoll                |
| 1972–2009                  | Deutschland                | Achim Stocker              |
| 2009–2019                  | Deutschland                | Fritz Keller               |
| rein repräsentativ         |                            |                            |
| 2021–2024                  | Deutschland                | Eberhard Fugmann           |

### Ehrenspielführer
Der SC Freiburg hat insgesamt sieben Ehrenspielführer ernannt. Hier die Auflistung, das Jahr der Ernennung in Klammern:
- Hermann Weber (1924)
- Oskar Müller (1927)
- Reinhold Henger (1931)
- Willi Trapp (1951)
- Erwin Kramer (1963)
- Friedel Egle (1971)
- Joachim Löw (2010)

## Zweite Mannschaft
Die zweite Mannschaft des SC Freiburg stieg in der Saison 1997/98 aus der Verbandsliga Südbaden in die Oberliga Baden-Württemberg auf. In der Saison 2007/08 schaffte sie nach zehn Jahren Oberliga-Zugehörigkeit als Erstplatzierter den Sprung in die Regionalliga Süd, die seit der Saison 2012/13 als Regionalliga Südwest geführt wird. 2013/14 wurde Platz zwei erreicht, allerdings verzichtete man auf die Teilnahme an den Aufstiegsspielen zur 3. Liga. In der Saison 2015/16 belegte die zweite Mannschaft den 15. Platz und stieg in die Oberliga Baden-Württemberg ab. In der folgenden Saison 2016/17 schaffte man den direkten Wiederaufstieg in die Regionalliga Südwest. In der Saison 2020/21 konnte die zweite Mannschaft die Meisterschaft in der Regionalliga Südwest erringen und somit der erstmalige Aufstieg in die 3. Liga erreicht werden. Heimspielstätte zuvor war das Möslestadion, seit dem Drittligaaufstieg das Dreisamstadion, das durch den gleichzeitigen Umzug der ersten Mannschaft in das Europa-Park-Stadion frei geworden war und schaffte auf Platz 11 den Klassenerhalt in der Saison 2021/22. In der Saison 2022/23 wurde die zweite Mannschaft Vizemeister der 3. Liga und stellte bereits am 35. Spieltag einen neuen Punkterekord für eine 2. Mannschaft in der 3. Liga auf. Nach der Hinrunde der Saison 2023/24 stand die Mannschaft mit nur zwei Siegen und neun Punkten aus 20 Spielen auf dem letzten Platz der 3. Liga. Der Abstieg in die Regionalliga Südwest stand nach einer 0:2-Niederlage gegen Preußen Münster am 34. Spieltag bereits fest. Zur Saison 2024/25 übernahm Benedetto Muzzicato das Cheftraineramt von Thomas Stamm, der den Verein nach neun Jahren verlassen hatte.

### Platzierungen seit 2007
| Saison                                          | Liga                       | Platz | Tore  | Punkte |
| ----------------------------------------------- | -------------------------- | ----- | ----- | ------ |
| 2007/08                                         | Oberliga Baden-Württemberg | 01    | 62:36 | 73     |
| 2008/09                                         | Regionalliga Süd           | 14    | 46:63 | 38     |
| 2009/10                                         | Regionalliga Süd           | 03    | 63:34 | 61     |
| 2010/11                                         | Regionalliga Süd           | 06    | 68:56 | 46     |
| 2011/12                                         | Regionalliga Süd           | 08    | 49:49 | 49     |
| 2012/13                                         | Regionalliga Südwest       | 07    | 61:48 | 52     |
| 2013/14                                         | Regionalliga Südwest       | 02    | 69:37 | 67     |
| 2014/15                                         | Regionalliga Südwest       | 07    | 66:46 | 53     |
| 2015/16                                         | Regionalliga Südwest       | 15    | 50:60 | 34     |
| 2016/17                                         | Oberliga Baden-Württemberg | 01    | 78:20 | 79     |
| 2017/18                                         | Regionalliga Südwest       | 04    | 50:32 | 66     |
| 2018/19                                         | Regionalliga Südwest       | 07    | 50:38 | 55     |
| 2019/20                                         | Regionalliga Südwest       | 13    | 30:37 | 28     |
| 2020/21                                         | Regionalliga Südwest       | 01    | 95:38 | 93     |
| 2021/22                                         | 3. Liga                    | 11    | 34:42 | 47     |
| 2022/23                                         | 3. Liga                    | 02    | 54:34 | 73     |
| 2023/24                                         | 3. Liga                    | 20    | 37:64 | 30     |
| 2024/25                                         | Regionalliga Südwest       | 07    | 56:50 | 52     |
| grün unterlegt: Aufstieg rot unterlegt: Abstieg |                            |       |       |        |

### Regionalligakader 2025/26
(Stand: 3. August 2025)
Laut der Spielordnung des DFB dürfen in zweiten Mannschaften von Lizenzvereinen grundsätzlich nur Spieler eingesetzt werden, die während des gesamten Spieljahres (1. Juli bis 30. Juni) nicht älter als 23 Jahre sind (U23). Somit sind in der Saison 2025/26 grundsätzlich nur Spieler spielberechtigt, die am oder nach dem 1. Juli 2002 geboren wurden. Darüber hinaus dürfen sich drei ältere Spieler gleichzeitig im Spiel befinden. Deren Geburtstag ist im Kader fett gekennzeichnet. A-Junioren (U19) sind spielberechtigt, wenn sie dem älteren U19-Jahrgang (2007) angehören oder 18 Jahre alt sind. Aus Gründen der Talentförderung sind in Ausnahmefällen auch Spieler des jüngeren U19-Jahrgangs (2008) spielberechtigt.
| Nr.        | Nat.               | Spieler              | geboren am    | im Verein seit |
| Tor        |                    |                      |               |                |
| 01         | Finnland           | Jaaso Jantunen       | 31. Jan. 2005 | 2022           |
| 36         | Deutschland        | Luka Nujić           | 11. Okt. 2001 | 2024           |
| 44         | Deutschland        | Kilian Katz          | 23. Feb. 2006 | 2019           |
| Abwehr     |                    |                      |               |                |
| 02         | Deutschland        | Leon Koß             | 12. Sep. 2006 | 2023           |
| 04         | Deutschland        | Junior Atemkeng      | 12. Jan. 2006 | 2017           |
| 17         | Deutschland        | David Schopper       | 30. Mai 2005  | 2019           |
| 23         | Deutschland        | Marc Hornschuh       | 2. März 1991  | 2024           |
| 28         | Deutschland        | Marius Klein         | 2. Juli 2006  | 2017           |
| 32         | Deutschland        | Ashley Ketterer      | 8. Feb. 2005  | 2016           |
| 33         | Deutschland        | Karl Steinmann       | 13. Dez. 2005 | 2016           |
| Mittelfeld |                    |                      |               |                |
| 05         | Deutschland        | Fabian Rüdlin        | 13. Jan. 1997 | 2023           |
| 07         | Deutschland        | Patrick Lienhard     | 30. Mai 1992  | 2022           |
| 15         | Schweden           | Billal Mohamed       | 8. Jan. 2006  | 2024           |
| 16         | Deutschland        | Kevin Founes         | 3. Okt. 2003  | 2024           |
| 20         | Deutschland        | Louis Tober          | 18. Sep. 2005 | 2022           |
| 22         | Deutschland        | Mika Reifsteck       | 3. März 2006  | 2022           |
| 25         | Deutschland        | Noah Wagner          | 5. Mai 2005   | 2017           |
| 26         | Finnland           | Oscar Wiklöf         | 19. Jan. 2003 | 2022           |
| 30         | Schweiz            | Rouven Tarnutzer U19 | 24. Juli 2007 | 2019           |
| 41         | Frankreich         | Bismark Adomah U19   | 17. Apr. 2007 | 2024           |
| 42         | Deutschland        | Luca Marino          | 17. März 2005 | 2020           |
| Angriff    |                    |                      |               |                |
| 09         | Deutschland        | Leon Čatak           | 12. Juli 2005 | 2016           |
| 11         | Frankreich         | David Amegnaglo      | 28. Jan. 2005 | 2022           |
| 14         | Vereinigte Staaten | Jack James           | 2. Dez. 2005  | 2025           |
| 18         | Deutschland        | Luca Schulten        | 18. Okt. 2006 | 2022           |
| 21         | Deutschland        | Mathias Fetsch       | 25. Sep. 2004 | 2024           |
| 27         | Deutschland        | Krish Raweri         | 16. Okt. 2003 | 2025           |
| 29         | Deutschland        | Mateo Zelic          | 11. Nov. 2006 | 2025           |

### Zu- und Abgänge 2025/26
Stand: 4. August 2025
| Zugänge          | Zugänge               | Zugänge |
| Spieler          | Abgebender Verein     |         |
| Sommerpause 2025 | Sommerpause 2025      |         |
| ---------------- | --------------------- | ------- |
| Jack James       | Eintracht Norderstedt |         |
| Leon Koß         | RB Leipzig U19        |         |
| Mateo Zelic      | SV Darmstadt 98 II    |         |

| Abgänge            | Abgänge                     | Abgänge |
| Spieler            | Aufnehmender Verein         |         |
| Sommerpause 2025   | Sommerpause 2025            |         |
| ------------------ | --------------------------- | ------- |
| Alessio Besio      | SC Verl (Leihe)             |         |
| Franci Bouebari    | Rot-Weiss Essen (Leihe)     |         |
| Ruben Müller       | SC Paderborn 07             |         |
| Drew Murray        | Rot-Weiß Oberhausen (Leihe) |         |
| Gabriel Pellegrino | Calcio Lecco                |         |
| Yann Sturm         | FC Ingolstadt 04 (Leihe)    |         |
| Marco Wörner       | SC Paderborn 07             |         |

### Trainerteam
- Stand: 1. Juli 2025[30]

| Name                | Position           |
| ------------------- | ------------------ |
| Bernhard Weis       | Cheftrainer        |
| Uwe Staib           | Co-Trainer         |
| Christian Bahlinger | Co-Trainer Analyse |
| Marco Preuß         | Torwarttrainer     |
| Moritz Walther      | Athletiktrainer    |
| Johannes Flum       | Verbindungstrainer |
| Daniel Schwaab      | Verbindungstrainer |

## Fußballschule
Neben den A-Mannschaften gibt es Nachwuchsmannschaften von der U12 bis zur U19. Zentrum der Nachwuchsarbeit ist das Nachwuchsleistungszentrum, die Freiburger Fußballschule.
Erfolge:
- Deutscher A-Junioren-Meister: 2007/08
- DFB-Junioren-Vereinspokalsieger: 2005/06, 2008/09, 2010/11, 2011/12, 2013/14, 2017/18

## Frauenmannschaften
Die Frauenfußballabteilung des SC Freiburg besteht seit 1975. Zur Saison 2025/26 umfasst sie zwei Frauen- und zwei Mädchenmannschaften. Die erste Mannschaft stieg im Jahre 2010 aus der Bundesliga ab, schaffte aber in der folgenden Saison den direkten Wiederaufstieg. Nach 1998 und 2001 war es bereits der dritte Aufstieg in die höchste deutsche Spielklasse. Heimspiel- und Trainingsstätte der ersten Frauenmannschaft ist das Dreisamstadion. Das Schönbergstadion des SV Blau-Weiß Wiehre Freiburg ist Heimspielstätte der zweiten Frauenmannschaft, der U-17- und der U-15-Juniorinnen.
Der Sport-Club brachte bisher 14 deutsche A-Nationalspielerinnen hervor, darunter im aktuellen Kader Sara Däbritz, Giulia Gwinn, Klara Bühl, Janina Minge und Cora Zicai. Freiburgs erste Nationalspielerin war Melanie Behringer, die zwischen 2003 und 2008 für den Verein auflief und 2007 Weltmeisterin und 2016 Olympiasiegerin wurde. Freiburgs Bundesligarekordspielerin und -torschützin ist Hasret Kayikçi, die in 195 Bundesligaeinsätzen 61 Tore erzielte und insgesamt 225 Pflichtspiele absolvierte. Sie spielte von 2016 bis 2018 in der deutschen Nationalmannschaft.
Aktuell hat der SC Freiburg mit Lisa Kolb eine österreichische A-Nationalspielerin im Kader, mit Ingibjörg Sigurðardóttir eine isländische sowie mit Alena Bienz, Aurélie Csillag, Leela Egli, Svenja Fölmli und Julia Stierli fünf schweizerische. Laura Benkarth war bis 2021 deutsche Nationalspielerin.
Größter Erfolg der Frauenfußballabteilung war der Einzug in das Finale des DFB-Pokals in den Jahren 2019 und 2023. Beide Endspiele verloren die Freiburger Frauen gegen den VfL Wolfsburg.

## Stadion

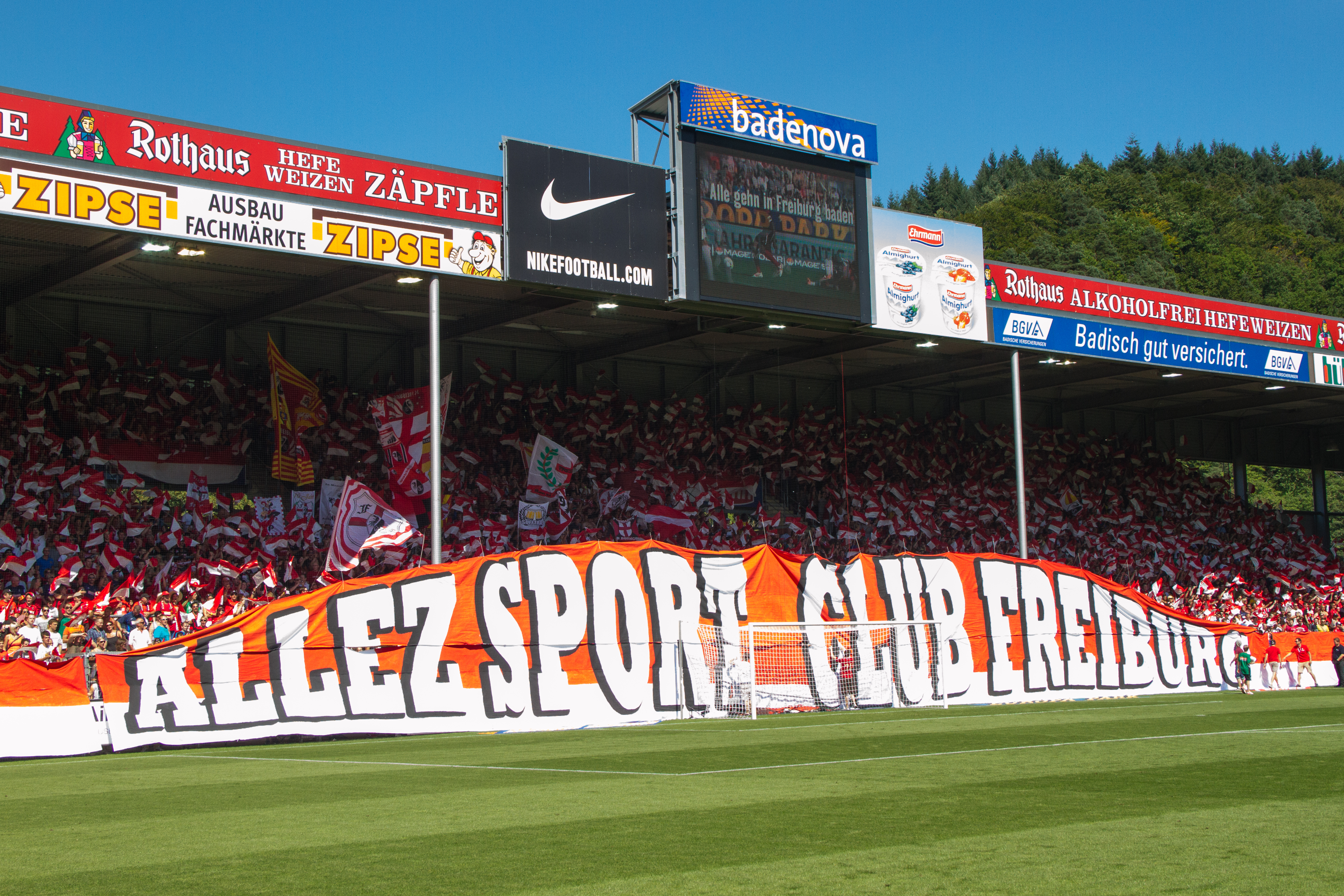
Freiburger Fankurve auf der Nordtribüne, 2013

### Dreisamstadion

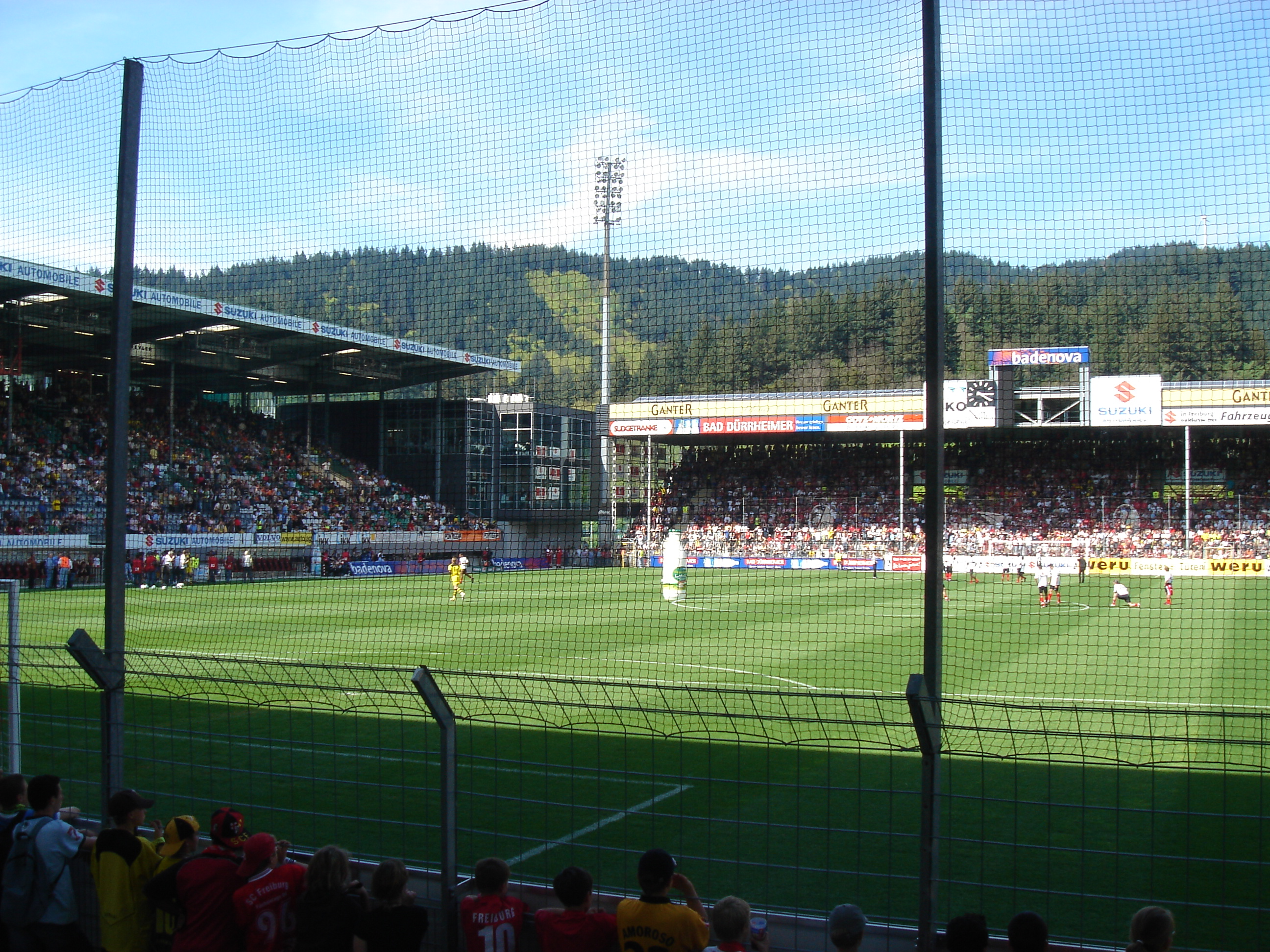
Innenansicht des Dreisamstadions

Das Heimstadion des SC war von 1954 bis 2021 das Dreisamstadion mit 24.000 Plätzen, davon 14.000 Sitzplätze. Lediglich in der ersten Zweitligasaison wichen die Freiburger ins Möslestadion des Freiburger FC aus. Das Heimstadion des Sportclubs liegt im östlichen Freiburger Stadtteil Waldsee an der Schwarzwaldstraße.
In den ersten Jahren nach der Gründung verfügte der Verein über keinen eigenen Sportplatz. 1907 wurde der Antrag des Vorgängervereins FV 04 auf einen eigenen Platz vom Stadtrat abgewiesen. Vor dem Ersten Weltkrieg spielte der SC Freiburg im Stadtteil Stühlinger auf dem damals noch unbebauten Gelände zwischen Herz-Jesu-Kirche und Eschholzpark bis dieses zum Kartoffelanbau benötigt wurde. Als sich der Sport-Club der Turnerschaft anschloss, spielte er auf dem westlichen Teil des Messplatzes. 1926 spielte der Verein auf dem Gelände des PSV Freiburg, dem Exerzierplatz.
Die erste eigene Spielstätte des SC war das 1928 eingeweihte Winterer-Stadion, das gemeinsam mit dem Polizeisportverein auf dem Gelände des heutigen Freiburger Flugplatzes gebaut wurde. 1936 musste der SC das Stadion verlassen, 1937 wurde es abgerissen, da das Gelände für die Luftwaffe als Flugplatz benötigt wurde. Bis 1954 nutzte der Verein erneut die Anlage der Turnerschaft auf dem Messplatz. Im September 1955 wurde eine neue Platzanlage an der Dreisam eingeweiht, wo der Klub bis Oktober 2021 seine Begegnungen austrug.

### Europa-Park-Stadion

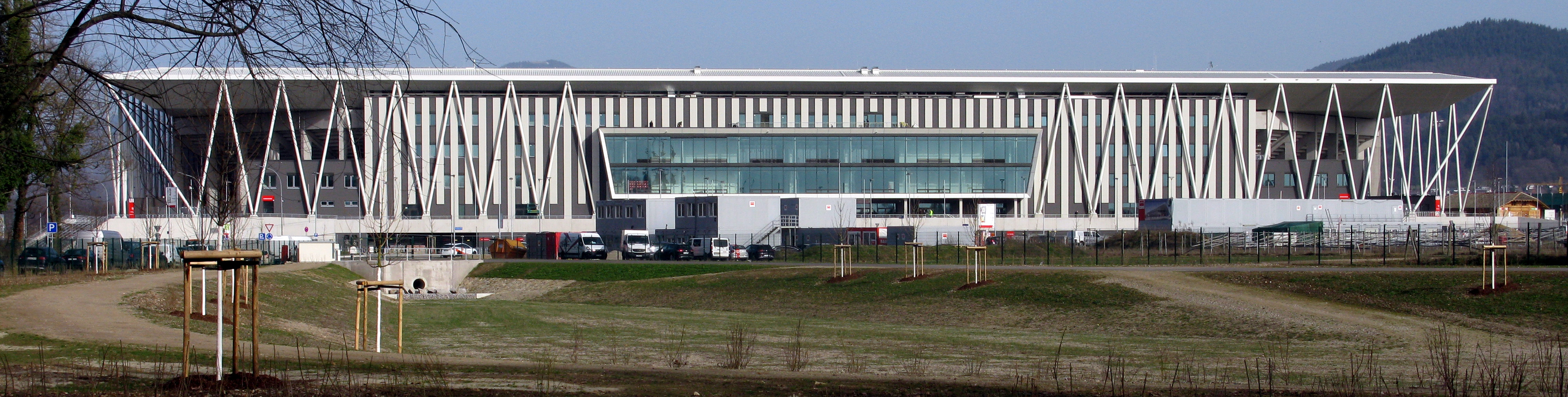
Europa-Park-Stadion (2021)

Da das Dreisamstadion kaum noch den Anforderungen an ein modernes Stadion entspricht, wurde seit einiger Zeit über einen Umbau des Stadions bzw. einen Neubau diskutiert. Im Dezember 2012 stimmte der Freiburger Gemeinderat für den Bau eines neuen Stadions. Am 1. Februar 2015 stimmten die Bürger von Freiburg in einem Bürgerentscheid mit 58,2 Prozent für den Stadionneubau im Wolfswinkel im Stadtteil Brühl neben dem Flugplatz und der Messe. Im November 2018 begannen die Bauarbeiten des neuen Stadions, das 34.700 Plätze fassen und ursprünglich 2020 – zum Beginn der Saison 2020/21 – die neue Heimat des SC Freiburg werden sollte, was sich bedingt durch die Covid-19-Pandemie jedoch verzögerte. Die Kosten sollen 76 Millionen Euro betragen. Auch im Februar 2021 war noch nicht klar, wann der SC einziehen kann, denn auch die Arbeiten an der Stadiontechnik waren noch nicht abgeschlossen. Der Pachtvertrag für das alte Stadion musste ein weiteres Mal verlängert werden, auch weil über das Nachtspielverbot im neuen Stadion noch nicht entschieden war. Die Profimannschaft trug ihre ersten drei Heimspiele der Saison 2021/22 im Dreisamstadion aus und zog zum 8. Spieltag Mitte Oktober 2021 in das neue, nach dem Entwurf der HPP Architekten aus Düsseldorf erbaute Stadion.

## Sponsoren
In der Saison 2022/23 war der Online-Autohändler Cazoo neuer Hauptsponsor des SC Freiburgs. Ab der Saison 2023/24 übernahm das Freiburger Unternehmen für Dienstradleasing JobRad diese Rolle. Trikotärmel-Sponsor ist seit 2022 das Modeunternehmen Babista. Zuvor waren ab März 2018 bis 2020 das Freiburger Energieversorgungsunternehmen Badenova und von 2020 bis 2022 der Fahrradhersteller Rose Bikes Ärmelsponsor.
Bisherige Hauptsponsoren:
- 1992–1998: Zehnder Wärmekörper
- 1998–2001: BfG Bank
- 2001–2004: NaturEnergie
- 2004–2007: Suzuki
- 2007–2010: Duravit
- 2010–2016: Ehrmann
- 2016–2022: Schwarzwaldmilch[42]
- 2022–2023: Cazoo[43]
- seit 2023:    JobRad

## Zuschauer und Fans
Große Teile der Fanszene des SC Freiburg sind im Dachverband der Fanclubs, der „fg“ (Fangemeinschaft), und in der „Supporters Crew Freiburg e. V.“ (SCFR – Interessengemeinschaft der aktiven Fans) organisiert. Die Supporters Crew verteilt zu den Heimspielen den Flyer „Fanblock aktuell“, der über die Fanszene in Freiburg, in Deutschland und über Veranstaltungen informiert.

### Vereinsmitgliederentwicklung
Die Liste zeigt die Mitgliederentwicklung im Verein.
| Datum          | Vereinsmitglieder |
| -------------- | ----------------- |
| 1925           | über 1.000        |
| 2003           | 02.200            |
| 2009           | 02.644            |
| September 2010 | 03.044            |
| September 2011 | 04.040            |
| September 2012 | 04.885            |
| Juni 2013      | 06.000            |
| Oktober 2013   | 07.149            |
| Oktober 2014   | 08.200            |
| Oktober 2015   | 09.200            |
| Juli 2016      | 10.000            |
| August 2017    | 12.000            |
| Oktober 2017   | 14.000            |
| Dezember 2018  | 18.500            |
| Februar 2020   | 24.000            |
| August 2022    | 40.000            |
| Oktober 2022   | 46.000            |
| Februar 2023   | 50.000            |
| August 2023    | 60.000            |
| August 2024    | 70.000            |

### Fanfreundschaften und Rivalitäten
In den 1990er Jahren gab es eine Fanfreundschaft zwischen SC- und BVB-Fans, die jedoch nicht länger gepflegt wurde. Am 34. Spieltag der Saison 2011/12 wurde sie aufgefrischt, als Freiburger und Dortmunder gemeinsam die Dortmunder Meisterschaft sowie den Freiburger Klassenerhalt feierten.
Auch Fans des FC St. Pauli pflegen eine Freundschaft mit SC-Anhängern.
Des Weiteren besteht eine Freundschaft zwischen den Fanclubs Aachen Ultras (Alemannia Aachen) und Wilde Jungs Freiburg.
Zwischen den Anhängern des in früheren Zeiten erfolgreicheren Ortskonkurrenten Freiburger FC (FFC) und denen des SC bestand lange eine Rivalität. Der FFC war der Klub der konservativen gehobenen Schichten der Universitätsstadt, der SC stand dagegen für die alte Arbeiterklasse und später für das links-alternative Studententum. Mit dem Abstieg des FFC aus der 2. Liga und dem steten Aufstieg des SC Freiburg bis in die Bundesliga verlor diese Rivalität an Bedeutung.
Begegnungen zwischen dem Karlsruher SC und dem SC Freiburg werden häufig als „Badisches Derby“ bezeichnet. Die sich beinahe abwechselnden Auf- und Abstiege beider Vereine seit Ende der 1990er Jahre sorgten jedoch dafür, dass seit der letzten Begegnung in der Bundesliga am 31. Mai 1997 nur acht Partien in der 2. Bundesliga stattgefunden haben (zuletzt am 21. März 2016 in Freiburg, das Spiel endete 1:0). So kamen häufig positive Gefühle des Wiedersehens auf, eine echte Rivalität bildete sich nie. In diesem Zusammenhang wurde auch von „badischer Verbundenheit“ gesprochen.
Die mit Abstand größte Rivalität besteht jedoch zu den Anhängern des VfB Stuttgart. Diese Situation ist im Kontext der allgemeinen „Rivalität“ zwischen Badenern und Württembergern erklärbar. Nachdem der KSC in der Saison 1997/98 abgestiegen und seitdem in nur zwei weiteren Spielzeiten in der Bundesliga präsent war, nimmt der SC Freiburg für viele SC-Fans den Platz des KSC im Baden-Württemberg-Derby ein. Diese Spiele werden daher von vielen SC-Fans als die entscheidenden Derbys der Saison gesehen, während die Anhängerschaft des VfB Stuttgart die Begegnung nicht als Derby bezeichnet.

### Vereinslieder
Vor den Heimspielen des SC singen die Fans traditionell das Badnerlied, wie es auch bei anderen badischen Fußballvereinen üblich ist.
Am 6. Oktober 2021 veröffentlichte die Freiburger Verkehrs AG für den Sportclub Freiburg das neue Songvideo zum schon seit 2008 bestehenden und derzeit aktuellen Fansong SC Freiburg vor! der Gruppe Fisherman’s Fall, in welchem auch die bekannte Schwarzwald-Dragqueen Betty BBQ aus Freiburg im Breisgau als Zeichen für eine vielfältige Fußballlandschaft, wie sie in Freiburg gewünscht wird, zu sehen war.
Bekannte Vereinslieder sind:
- Bloody Zischdig – Vollgas (1994 erster offizieller Fansong)
- Red Button – Für uns immer vorn (1997)
- Blister – Was auch geschieht (Gewinner des SC-Fansong-Wettbewerbs 2006)
- Fisherman’s Fall – SC Freiburg vor! (2008, aktueller Fansong, wird vor jedem Heimspiel gesungen)

Das wohl erste Vereinslied des Sport-Clubs stammt aus den 1920er-Jahren. Der Text wurde von Karl Ketterer, einem SC-Spieler und Funktionär für Öffentlichkeitsarbeit, auf die Melodie Sind wir vereint zu guter Stunde von Georg Friedrich Hanitsch aus dem Jahr 1815 geschrieben.

## Fotogalerie

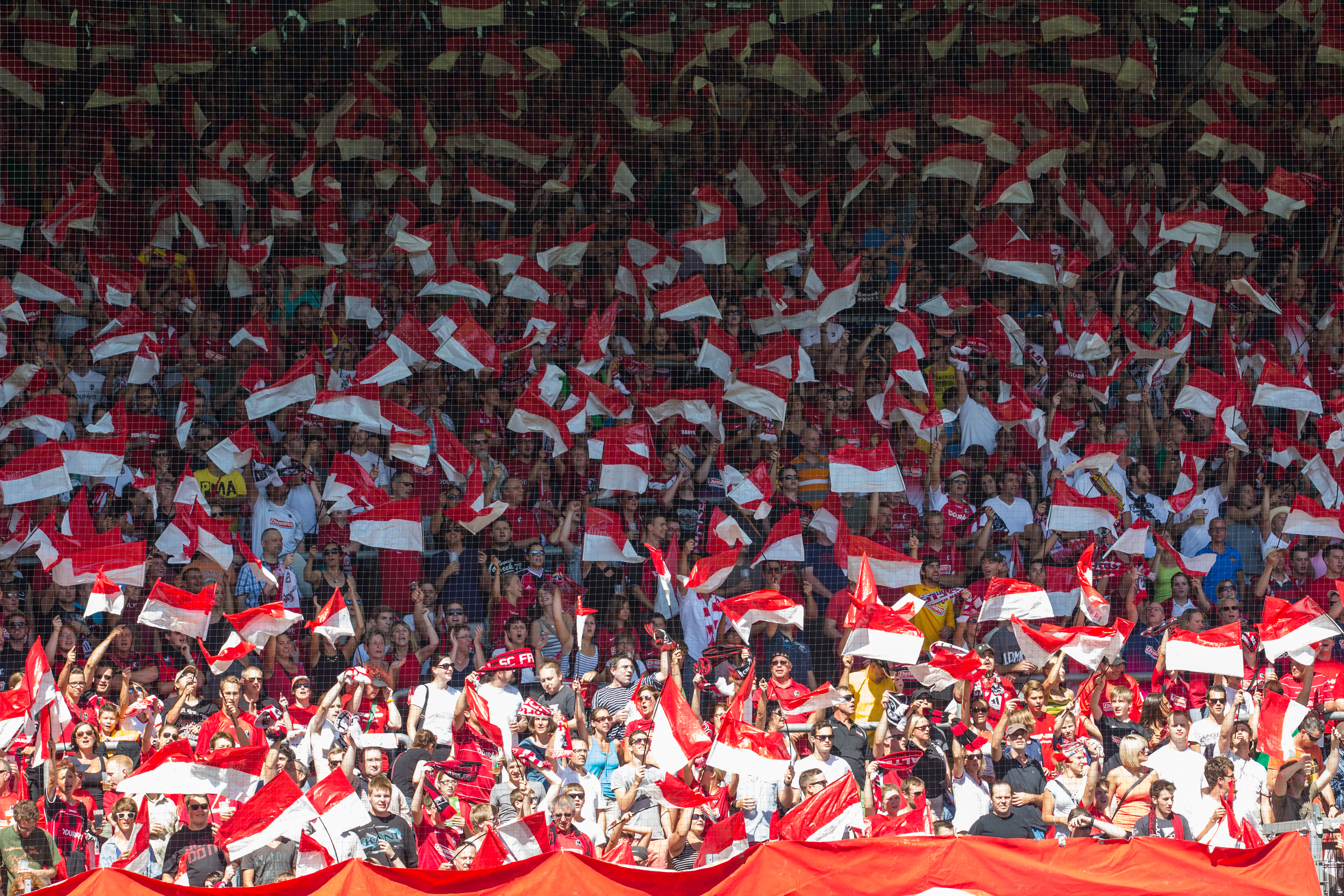
Nordtribüne
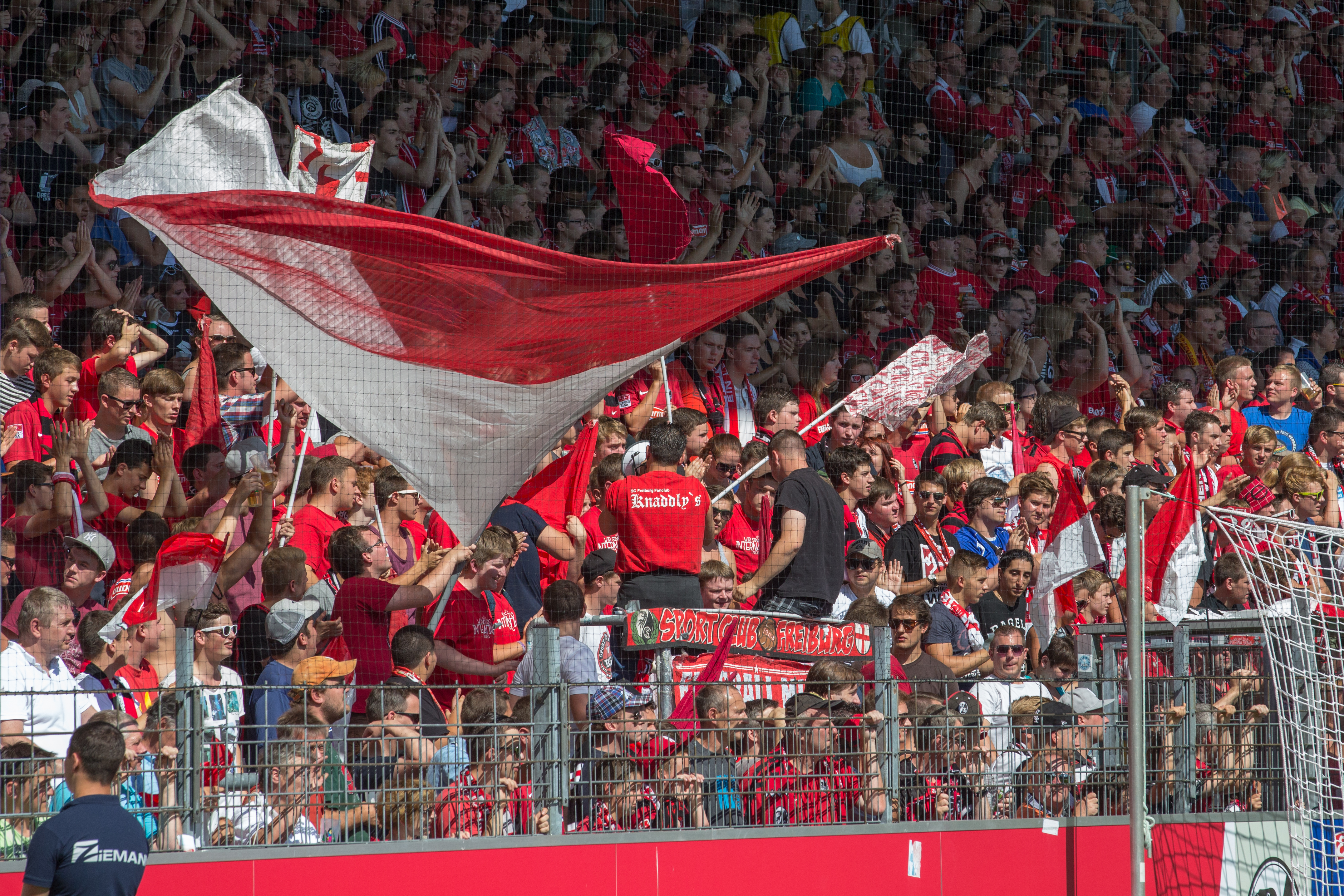
Nordtribüne
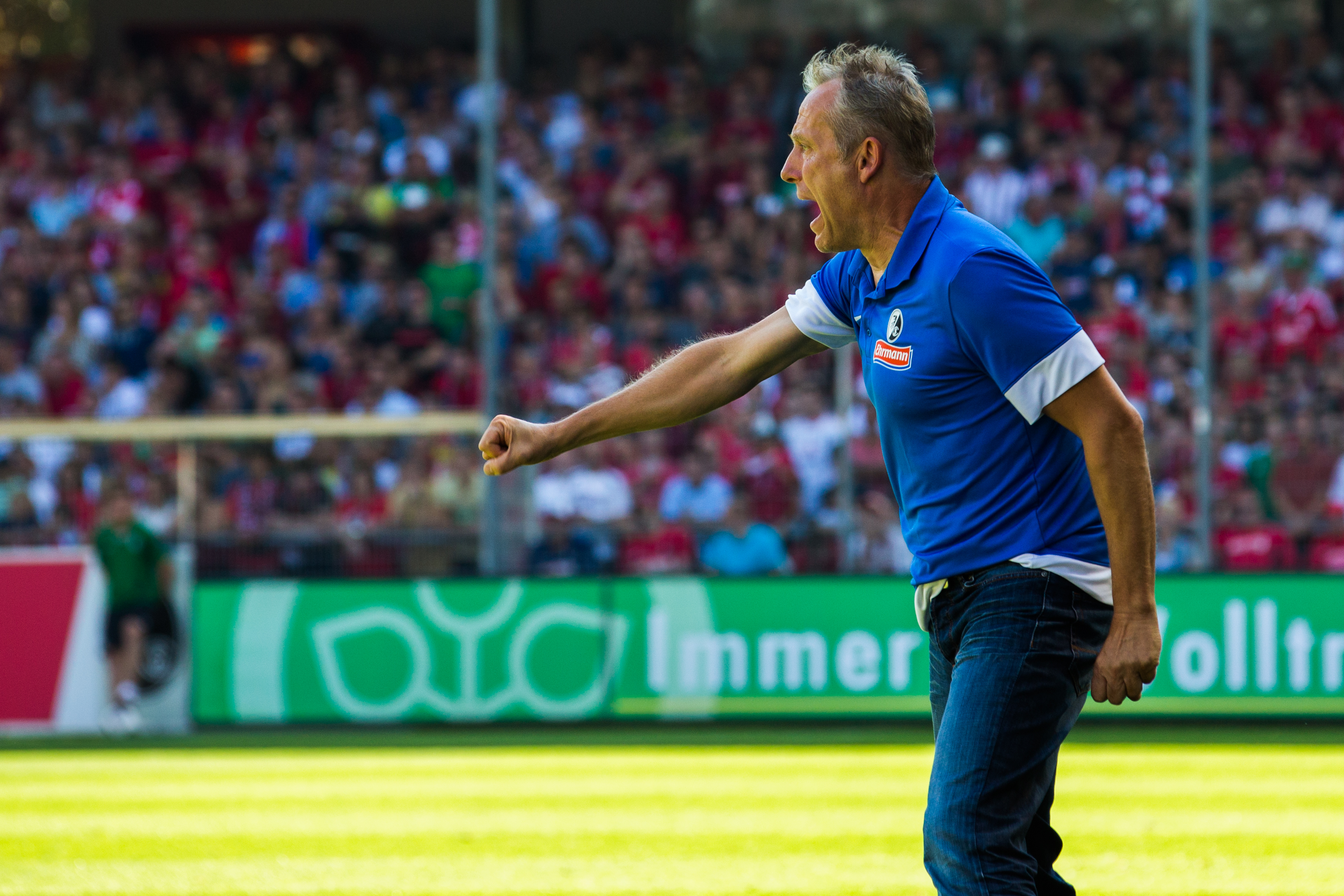
Ehemaliger Trainer des SC Freiburg Christian Streich
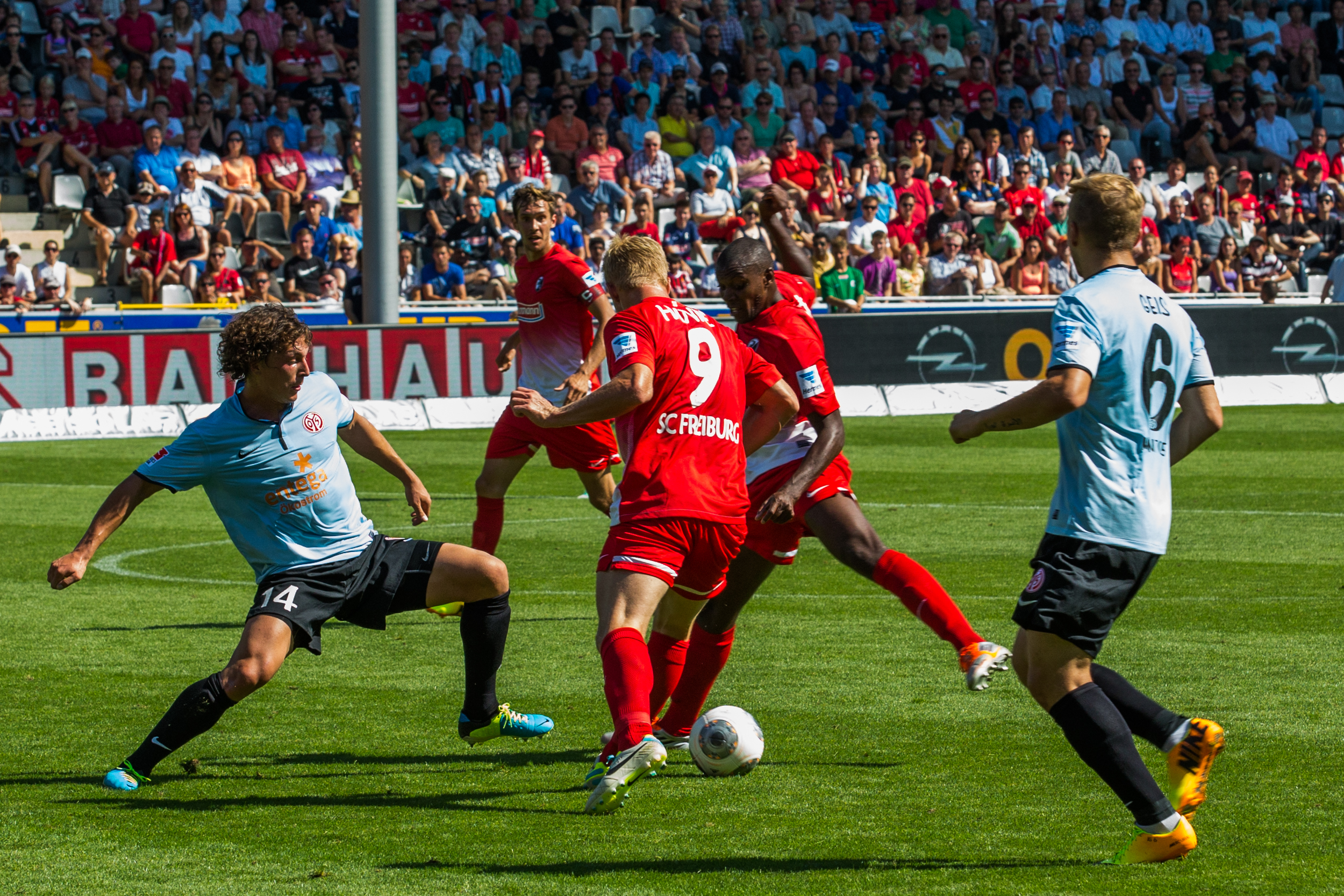
Spielszene zwischen dem SC Freiburg und dem 1. FSV Mainz 05 (Saison 2013/14)

## Filmdokumentation
- Mit langem Anlauf – 100 Jahre SC Freiburg; DVD, 37 min., hrsg. vom SC Freiburg
- Ist das schon Europa? – Saisonrückblick 2012/13; DVD, 68 min., hrsg. von Supporters Crew Freiburg e. V.
- "POKALFINALE: Freiburg-Fans bis zum Horizont" – Der SC Freiburg in seinem ersten Pokalfinale; 2022, Stream[67], 7 min., hrsg. von der Badischen Zeitung